# 2011 en Libye
Chronologie de la Libye
- 2007
- 2008
- 2009
- 2010
- 2011
- 2012
- 2013
- 2014
- 2015

## Chronologie

### Janvier 2011
- Mardi 18 janvier 2011 : un homme d'affaires britannique d'origine ghanéenne, Henry Djaba (46 ans), enlevé, torturé et détenu arbitrairement en Libye entre mars et octobre 2010, estime avoir été abandonné à son sort, au nom d'intérêts commerciaux. À Londres, il a déposé une plainte au civil contre la Libye et trois de ses ressortissants – dont Mohammed Treki, fils du ministre libyen des affaires africaines et président en 2009 de l'Assemblée générale de l'ONU –, réclamant 20 millions de livres (24 millions d'euros)[1].

### Février 2011
- Mardi 15 février 2011 : Début de la guerre civile de 2011.
- Mercredi 16 février 2011 :
  - Le gouvernement de la Jamahiriya arabe libyenne s'apprête à libérer 110 islamistes du Groupe islamique de combat libyen (Gicl), portant à plus de 360 le total des prisonniers politiques relâchés.
  - Violents affrontements à Benghazi faisant 38 blessés.
- Vendredi 18 février 2011 :
  - Selon l'ONG Human Rights Watch, les forces de sécurité ont tué depuis mardi soir au moins 24 manifestants et blessé des dizaines d'autres en tirant pour disperser des protestations « pacifiques » contre le régime en Libye[2].
  - Benghazi : De nombreux prisonniers se sont évadés ce matin de la prison à la suite d'une mutinerie[3]. Le siège de la radio a été incendié par des manifestants[4]. Au moins 20 manifestants ont été tués depuis mercredi
  - Al-Baïda : Deux policiers ont été pendus par des manifestants. 23 manifestants ont été tués depuis mercredi et des dizaines d'autres ont été blessés et 25 autres vendredi lors de l'attaque d'un commissariat et d'une caserne. Les autorités accusent un groupe d'extrémistes islamistes se faisant appeler « émirat islamique de Barka »[5].
- Samedi 19 février 2011 :
  - Selon l'ONG Human Rights Watch, le bilan s'élève à 84 morts, la plupart à Benghazi, depuis le début du mouvement de révolte mardi contre la Jamahiriya arabe libyenne, le régime du colonel Mouammar Kadhafi, au pouvoir depuis 1969[6].
  - Benghazi : Au moins 12 personnes ont été tuées dans des heurts entre manifestants anti-régime et militaires.
  - La Turquie commence à organiser le rapatriement de ses ressortissants.
- Dimanche 20 février 2011 :
  - Benghazi : Des milliers de personnes, dont de nombreux avocats, manifestent devant un tribunal et d'autres attaquent la garnison, affrontant des tirs. Les manifestants réclament un changement de gouvernement et une nouvelle Constitution. Les locaux du journal Quryna, proche de Saïf al-Islam Kadhafi, fils de Mouammar Kadhafi, sont occupés par des manifestants.
  - Des centaines de Tunisiens ont quitté la Libye par le poste-frontière de Ras-Jdir pour fuir « un vrai carnage ».
  - Les autorités libyennes annoncent avoir arrêté plusieurs dizaines de ressortissants arabes, de nationalité tunisienne, égyptienne, soudanaise, palestinienne, syrienne et turque, appartenant à un « réseau étranger » ayant pour mission de déstabiliser le pays.
  - Tripoli : Le siège de la télévision Al-Jamahiriya 2 et de la radio publiques Al-Shababia ont été saccagés dans la soirée par des manifestants qui ont aussi incendiés des postes de polices et des locaux des comités révolutionnaires dans plusieurs quartiers. Des affrontements violents ont eu lieu au centre-ville entre pro et anti-régime, faisant une soixantaine de morts. La Salle du peuple, bâtiment où siège le Congrès général du peuple, l'équivalent du parlement, a été incendié.
  - Le représentant permanent de la Libye auprès de la Ligue arabe, Abdel Moneim al-Honi, annonce sa démission pour « rejoindre la révolution » et protester contre « la répression et la violence contre les manifestants » dans son pays.
  - Selon l'ONG Human Rights Watch le bilan s'élève à 233 morts depuis le début du mouvement de révolte mardi[7].
  - Les autorités libyennes menacent l'Union européenne de cesser de coopérer dans la lutte contre l'immigration si l'UE continue à « encourager » les manifestations.
- Lundi 21 février 2011 :
  - Le ministre de la Justice, Moustapha Abdel Jalil, a démissionné de son poste « pour protester contre l'usage excessif de la force » contre les manifestants.
  - Tobrouk : Des heurts ont fait 10 morts par balles. Des Égyptiens fuient la ville vers leur pays. Plus de 1,5 million d'Égyptiens vivent en Libye.
  - Tripoli : Des avions et des hélicoptères de l'armée auraient tiré sur plusieurs secteurs de la capitale. Des massacres ont eu lieu dans les quartiers de Fachloum et de Tajoura par des mercenaires africains armés. Fermeture de l'espace aérien aux avions civils.
  - L'ambassadeur adjoint de la Libye à l'ONU, Ibrahim Dabbashi, estime que le Guide de la révolution Mouammar Kadhafi est coupable de « génocide » contre son propre peuple et doit « partir le plus vite possible ». L'équipe diplomatique libyenne à l'ONU a écrit une lettre appelant Mouammar Kadhafi à la démission. ll dénonce Saïf al-Islam Kadhafi, qui a promis de « combattre jusqu'à la dernière balle » pour mettre fin aux manifestations, incitant « à la guerre civile »[8].
  - Le très influent théologien qatari d'origine égyptienne cheikh Youssef Al-Qardaoui a émis une fatwa appelant l'armée libyenne à assassiner Mouammar Kadhafi pour « en débarrasser la Libye ».
  - Une polémique se développe en Belgique sur une vente d'armes livrées en 2009 et sur l'usage actuel de ces armes. La région wallonne, propriétaire à 100 % de la société liégeoise FN Herstal, avait délivrer une licence d'exportation pour une livraison portant sur 367 fusils d'assaut F2000, 367 pistolets mitrailleurs P90, 367 pistolets 5.7, 20 mitrailleuses légère Minimi, 22 000 grenades pour fusils et 1,134 million de munition pour ces armes, d'une valeur de 6,9 millions d'euros. Elle a également autorisé la vente de 2 000 FN 303, des lanceurs semi-automatiques à air comprimé, des armes dites « à létalité réduite », pour 5,3 millions d'euros. Selon le « certificat d'usage final », ces armes sont exclusivement destinées à être utilisées par le 32e bataillon des forces d'élite de l'armée libyenne dans le cadre d'une « mission de protection des convois d'aide humanitaire vers le Darfour ». La Ligue belge des Droits de l'homme a émis l'hypothèse qu'elles aient pu servir à mater les manifestations[9].
  - Selon l'OPEP, la Libye était en 2009 le quatrième producteur de pétrole en Afrique, après le Nigeria, l'Algérie et l'Angola, avec 1,789 million de barils par jour et possède des réserves évaluées à 42 milliards de barils. Les réserves prouvées de gaz naturel sont de 1 540 milliards de mètres cubes avec une production annuelle de 10 milliards de mètres cubes qui a doublé depuis 2005[10].
- Mardi 22 février 2011 :
  - Selon Saïf al-Islam Kadhafi, les violences qui ont accompagné la révolte contre le régime libyen ont fait 300 morts dont 242 civils et 58 militaires.
  - La télévision officielle Al-Jamahiriya dément les informations sur des « massacres » dénonçant des « mensonges et des rumeurs ». Ces informations « visent à détruire votre moral, votre stabilité et vos richesses ». Seul est reconnu que les forces de sécurité prenaient d'assaut des « nids de saboteurs ».
  - Dans un discours télévisé, le colonel Mouammar Kadhafi a menacé les rebelles d'une riposte « similaire à Tiananmen et Fallouja » et les manifestants armés de la « peine de mort » appelant l'armée et la police à reprendre la situation en mains : « Rendez vos armes immédiatement, sinon il y aura des boucheries »[11],[12].
  - Tripoli :  De violents affrontements ont eu lieu dans les quartiers de Fachloum et Tajoura. L'aviation a bombardé des secteurs de la capitale.
  - Benghazi : L'aviation a bombardé des dépôts de munitions de la grande ville de l'Est. De violents affrontements ont eu lieu. La rébellion aurait pris le contrôle de la ville bombardés à l'arme lourde par les forces fidèles au régime.
  - Sabratha : L'armée libyenne s'est déployée en force dans cette localité côtière située à environ 80 km à l'ouest de Tripoli, après la destruction par des insurgés de la quasi-totalité des bâtiments des services de sécurité.
  - De nombreux pays ont commencé à organiser le rapatriement de leurs ressortissants par avions et par bateaux. Plusieurs milliers de Tunisiens et d’Égyptiens fuient vers leur pays respectif.
  - L'Organisation de la conférence islamique condamne « l'usage de la force excessive contre des civils » par les organes de sécurité qui répriment le soulèvement populaire en Libye et « dénonce une catastrophe humaine contraire aux valeurs de l'islam et de l'humanité » faisant état d'un « nombre considérable de décès et de blessés ».
  - Le mouvement islamiste palestinien Hamas a condamné « les massacres » perpétrés par le régime du colonel Mouammar Kadhafi contre son propre peuple : « Nous condamnons vivement la répression organisée par le régime de Kadhafi contre son propre peuple qui manifestait pacifiquement […] Ce régime a fait intervenir l'aviation contre la foule, et nous appelons le peuple palestinien, les musulmans et les Arabes à condamner ces massacres ».
- Mercredi 23 février 2011 :
  - Selon le ministre italien des Affaires étrangères Franco Frattini, la province de Cyrénaïque n'est plus désormais sous le contrôle du gouvernement de Mouammar Kadhafi alors que des affrontements et des violences sont en cours dans tout le pays. Cependant selon le ministre Frattini la Cyrénaïque pourrait donner naissance à un « émirat islamique de la Libye orientale » « à quelques centaines de kilomètres de l'Union européenne »[13]. De son côté, le vice-ministre aux Affaires étrangères Khaled Kaïm (en) affirme qu'al-Qaida a bien établi un émirat islamique à Derna, dirigé par Abdelkarim Al-Hasadi, un ancien détenu de Guantanamo et son adjoint Kheirallah Barâassi.
  - Un avion de chasse libyen, de type Sukhoï 22 de fabrication russe, s'est écrasé à l'ouest de la ville d'Ajdabiya, située à 160 km au sud-ouest de Benghazi, après que son pilote et son copilote, refusant d'obéir à des ordres de bombarder la ville de Benghazi, se soient  éjectés.
  - Selon la Fédération internationale des Ligues des Droits de l'homme (FIDH), les violences liées au soulèvement ont fait au moins 640 morts, dont 275 à Tripoli et 230 à Benghazi. Selon un médecin français les affrontements à Benghazi ont fait « plus de 2 000 morts ». Le président de la Commission de l'UA, Jean Ping, « suit avec une grande préoccupation la situation en Libye. Il condamne l'usage disproportionné de la force contre les civils et déplore profondément les nombreuses pertes en vies humaines ».
  - Selon l'ancien ministre de la Justice Moustapha Abdel Jalil, passé du côté de la rébellion, le colonel Mouammar Kadhafi a personnellement ordonné l'attentat de Lockerbie qui a fait 270 morts en 1988[14].
  - Selon des câbles diplomatiques publiés par WikiLeaks, le dirigeant libyen Mouammar Kadhafi a bâti un vaste empire financier qui est source de sérieuses disputes entre ses enfants. Le clan Kadhafi détient d'importantes participations dans les secteurs du pétrole et du gaz, dans les télécommunications, dans les infrastructures de développement, dans des hôtels, dans les médias et dans la grande distribution[15].
- Jeudi 24 février 2011[16]  :
  - Les rebelles contrôlent les grands terminaux pétroliers de Ras Lanouf et Marsa el Brega. L'armée libyenne utilise des armes lourdes dans la bataille de Zawiyah. La population tient la ville de Zouara (120 km à l'ouest de Tripoli) « désertée par la police et les militaires ». Les forces fidèles à Kadhafi ont attaqué les insurgés qui contrôlent désormais Misrata, la troisième ville de Libye; ils ont été repoussés. 20 mercenaires et 2 soldats ont été faits prisonniers alors que les rebelles ont eu 7 morts et 25 blessés dans la bataille. L'opposition contrôle désormais une grande moitié est du pays et plusieurs villes dans l'ouest du littoral méditerranéen. Les forces fidèles au colonel Kadhafi ont lancé une contre-offensive sur ces villes, faisant plusieurs morts.
  - Un des plus proches collaborateurs de Kadhafi, son cousin Ahmed Gadhaf al-Dam, a quitté le pays pour se réfugier en Égypte. L'ambassadeur de Libye en Jordanie, Mohamad Hassan al-Barghati, donne sa démission. Des membres des comités révolutionnaires fidèles à Mouammar Kadhafi ont exécuté sommairement des manifestants blessés dans les hôpitaux de Tripoli.   L'ambassadeur français estime qu'il y a des « éléments précis et concordants pour une enquête pour crimes contre l'humanité ». Al-Qaida au Maghreb islamique (Aqmi) assure son soutien aux manifestants libyens, promettant de « faire tout son possible pour aider » l'insurrection.  La Turquie est opposée à des sanctions contre le régime libyen.
  - L'Inde s'organise pour rapatrier les 18 000 Indiens travaillant en Libye. Près de 20 000 personnes ont fui la Libye par la route depuis lundi pour se rendre en Tunisie via le principal poste frontalier de Ras Jedir. 25 000 Égyptiens et 8 500 Tunisiens ont réussi à sortir du pays. Des Égyptiens ayant fui de Libye affirment avoir subi des actes de tortures à la suite des propos de Saïf al-Islam Kadhafi accusant l’Égypte d'être derrière l'insurrection. L'Union européenne n'exclut pas de mettre sur pied une intervention militaire à des fins humanitaires pour aider à l'évacuation de ses 6 000 ressortissants. La Turquie a rapatrié 7 000 de ses ressortissants. L'Allemagne a envoyé deux frégates et un navire d'appui tactique pour évacuer ses ressortissants. Un ferry transportant 285 passagers dont 167 Américains est bloqué au port de Tripoli en raison du mauvais temps.
  - La Confédération suisse a bloqué les avoirs que pourraient détenir en Suisse Mouammar Kadhafi et son entourage.
- Vendredi 25 février 2011[17]  :
  - Un proche conseiller et cousin de Mouammar Kadhafi, Kadhaf al-Dam, a démissionné de toutes ses fonctions officielles et s'est réfugié au Caire depuis une semaine.
  - Affrontements :
    - Des combats, qui ont fait de « nombreux morts » dont une trentaine de rebelles, ont eu lieu près de la base aérienne de Misrata contre 500 soldats du bataillon Hamza. Les soldats sont passées à la rébellion à Adjabia. Les terminaux pétroliers de Ras Lanouf et Marsa El Brega sont contrôlés par les rebelles.
    - Les forces de l'ordre, appuyées par des miliciens pro-Kadhafi, ont tiré sur des manifestants sans armes dans plusieurs quartiers de Tripoli à la sortie de la prière du vendredi, faisant des morts dans les quartiers de Soug Al Jomaa, de Ben Achour, de Fachloum et de Ghout Achaâl.

  - Le colonel Mouammar Kadhafi est apparu sur la place Verte à Tripoli et a exhorté ses partisans à se battre pour « défendre la Libye » : « Nous allons nous battre et nous les vaincrons […] S'il le faut, nous ouvrirons tous les dépôts d'armes pour armer tout le peuple […] Nous sommes le pays de la dignité et de l'intégrité, ce pays a triomphé de l'Italie ».
  - Dans les régions conquises par la rébellion, notamment à Benghazi, des comités créés ex nihilo et composés de médecins, avocats, militaires et chefs tribaux semblent fonctionner. Les islamistes radicaux, accusés par Kadhafi d'avoir fomenté la révolte, ne semblent pas en profiter. Un ministre ayant quitté le gouvernement cette semaine a prédit que Kadhafi finirait « comme Hitler », en se suicidant.
  - Bilan humain :
    - Selon l'ambassadeur adjoint de la mission libyenne à l'ONU, Ibrahim Dabbashi, qui a fait défection lundi, « le nombre de morts en Libye se compte par milliers » et « le régime du dictateur vit ses derniers instants […] Kadhafi est un fou. Il est psychologiquement instable […] Kadhafi a le choix entre être tué ou se suicider. Il pourrait chercher à envoyer certains membres de sa famille à l'étranger mais je crois qu'il préfère mourir en Libye du fait de son caractère narcissique. Il veut agir en héros ».
    - Le secrétaire général de l'ONU Ban Ki-moon fait état d'un bilan de plus de 1 000 morts depuis le début de l'insurrection en Libye le 15 février et plus de 191 000 personnes ont fui les violences et quitté le pays.
    - La Chine a déjà évacué 12 000 de ses ressortissants, soit un tiers environ de ses expatriés présents dans le pays, rapportent ce matin les médias officiels. 75 entreprises chinoises opèrent en Libye, parmi lesquelles le géant pétrolier CNPC, maison mère de PetroChina. La frégate « Xuzhou », jusqu'ici affectée dans le golfe d'Aden contre les pirates somaliens, a été dépêchée au large de la Libye pour assurer la protection des ferries chargés de procéder aux évacuations par la mer.
    - La Turquie a rapatrié quelque 8 400 personnes sur ses quelque 25 000 ressortissants travaillant pour environ  200 entreprises turques, grâce à 12 avions. Un navire militaire d'une capacité de 1 500 places est parti pour le port de Benghazi ainsi que deux ferries de 1 000 places chacun. Deux ressortissants turcs sont morts.
    - Au total 3 400 citoyens européens ont été évacués de Libye et il en reste encore environ 3 600 toujours bloqués. Catherine Ashton affirme n'avoir aucun contact avec l'opposition libyenne.
    - Le haut-commissaire aux droits de l'homme à l'ONU, Navi Pillay estime que les combats ont fait « des milliers » de morts depuis le début de la révolte il y a neuf jours. Il appelle à une intervention internationale pour protéger les civils.

  - Le Conseil de sécurité de l'ONU a annoncé étudier un projet de résolution franco-britannique réclamant un embargo total sur les armes, mais aussi des sanctions et une saisine de la Cour pénale internationale pour crimes contre l'humanité.
  - Les Émirats arabes unis ont annoncé l'envoi de deux avions chargés d'aide humanitaire pour le peuple libyen. et le Qatar  a également envoyé un avion d'aide à Benghazi, la deuxième ville du pays désormais aux mains des insurgés.
- Samedi 26 février 2011[18]  :
  - La ville de Zouara (120 km à l'ouest de Tripoli) est tenue par la population mais les forces pro-Kadhafi l'assiège. À Misrata, un commando de mercenaires a attaqué la radio locale et un groupe venu pour des funérailles.
  - Benghazi : La « Coalition révolutionnaire du 17 février » annonce que de nombreux soldats et officiers de l'armée rejoignent les rebelles.
  - L'ancien ministre de la justice, Moustapha Abdel Jalil, qui a rejoint les rebelles, envisage la création d'un gouvernement de transition chargé principalement de préparer des élections. Ce gouvernement devrait compter « des personnalités militaires et civiles. Il sera en place pour trois mois maximum. Ensuite, il y aura des élections justes et les gens pourront choisir] leur dirigeant ». Il exclut toute négociation avec Kadhafi lui permettant de quitter le pays, affirmant qu'il devait être jugé en Libye.
  - Selon Saïf al-Islam Kadhafi, « la situation dans les trois-quarts du pays, soit la moitié de la population, est normale […] excellente ». Toutefois il reconnaît qu'il y a une « volonté intérieure de changement », exprimée par l'opposition, mais « l'incitation vient de l'étranger ».
  - Les évacuations continuent, au total 16 000 Chinois, 15 000 Égyptiens et tous les Britanniques ont quitté le pays. Plus de 40 000 migrants de plus de 20 nationalités différentes ont franchi le poste frontière de Ras Adjir depuis une semaine.
  - L'ONU a voté un train de sanctions sévères contre le régime Kadhafi et a décidé, à l'unanimité, de transférer le dossier à la Cour pénale internationale[19].
- Dimanche 27 février 2011 :
  - Les manifestants anti-Kadhafi semblaient contrôler la ville de Zawiyah (60 km à l'ouest de Tripoli où ils ont manifesté par milliers contre le régime. De nombreux manifestants étaient armés et certains d'entre eux ont tiré en l'air lors de la manifestation. Aucune présence des services de sécurité libyennes n'était visible dans la ville. Les derniers combats y ont fait plus de 35 morts selon la Ligue libyenne des droits de l'Homme..
  - Près de 100 000 personnes, des travailleurs égyptiens et tunisiens principalement, ont fui la Libye depuis une semaine pour les pays voisins où le Haut commissariat aux Réfugiés tente de leur venir en aide en collaboration avec les autorités tunisiennes et égyptiennes.
- Lundi 28 février 2011 :
  - Le procureur de la Cour pénale internationale Luis Moreno-Ocampo annonce mener un examen préliminaire sur les violences en Libye, préalable à une éventuelle enquête pour crime contre l'humanité, à la suite d'une saisine du Conseil de sécurité des Nations unies[20].
  - L'Union européenne a adopté un embargo sur les armes contre la Libye, ainsi qu'un gel des avoirs et des interdictions de visa contre le colonel Mouammar Kadhafi et 25 de ses proches, allant au-delà des sanctions décidées à l'ONU[21].
  - Le commissaire européen à l’Énergie, Gunther Oettinger, estime que « le gros des champs d'exploitation n'est plus entre les mains de Kadhafi, mais se trouve sous le contrôle de tribus et de forces provisoires qui ont repris le pouvoir ». Selon l'Agence internationale de l'énergie, elle produit en temps normal 1,69 million de barils par jour et en exporte 1,49 million, en immense majorité (85 %) vers l'Europe[22].

### Mars 2011
- Mardi 1er mars 2011 :
  - Selon la compagnie nationale, la production de pétrole de la Libye a été réduite environ de moitié en raison du départ de travailleurs étrangers du secteur. De leur côté, les rebelles insurgés assurent contrôler des gisements et des terminaux pétroliers situés dans l'est du pays.
  - Les rebelles annoncent la création d'un conseil militaire à Benghazi, embryon d'une future armée que l'opposition désire étendre aux autres villes de l'ouest et de l'est qu'elle contrôle. La liste des membres de ce conseil n'a pas encore été totalement définie. Ce conseil doit à terme faire la liaison avec des organisations similaires dans les autres villes « libérées » du pays. L'armée des rebelles peut compter sur la présence de plusieurs officiers de haut rang, comme le général Ahmed Qatrani (ar), chargé de la gestion des forces militaires à Benghazi et le général Abdelfattah Younès, un ancien ministre du colonel Kadhafi qui a rejoint l'opposition. L'armée régulière a été très affaiblie par le colonel Kadhafi qui craignait des coups d’État au profit de milices armées[23].
  - Deux avions civils français transportant du personnel médical et de l'aide médicale à destination de Benghazi sont arrivés à l'aéroport du Caire. La cargaison — cinq tonnes de matériel médical et des médicaments — et le personnel — 21 personnes — doit être acheminée par camion et voitures. Selon le premier ministre français François Fillon, ces aides constituent « le début d'une opération massive de soutien humanitaire aux populations des territoires libérés ».
  - Plus de 1 500 Nigériens ont réussi à fuir les violences en Libye et sont arrivés à Dirkou, une localité nigérienne proche de la frontière libyenne. Plusieurs milliers de Nigériens vivaient en Libye, la plupart travaillant comme ouvriers clandestins.
  - Le nouveau ministre français des Affaires étrangères Alain Juppé estime qu'une intervention militaire directe de l'OTAN en Libye pourrait être « extrêmement contre-productive » dans l'opinion arabe[24].
  - La prestigieuse London School of Economics soupçonne Saïf al-Islam Kadhafi de plagiat dans sa thèse sur « le rôle de la société civile dans la démocratisation des institutions de gouvernance internationale » en septembre 2007. L'université a annoncé couper tous ses liens avec Saïf al-Islam Kadhafi, en stoppant notamment un programme d'études sur l'Afrique du Nord, mis en place grâce à une dotation d'une fondation du fils de Mouammar Kadhafi, et un programme de formation de fonctionnaires libyens.
- Mercredi 2 mars 2011 :
  - Un camion-citerne a explosé dans le centre de Tripoli, près de la résidence du colonel Mouammar Kadhafi, sans toutefois faire de victimes. Se trouve aussi à proximité une mosquée et l'hôtel Rixos al-Nasser, qui abrite de nombreux correspondants de la presse internationale présents dans la capitale libyenne.
  - Des avions de guerre libyen ont tiré 2 missiles sur la ville d'Ajdabiya tenue par les rebelles, sans faire de victimes, alors que des troupes pro-Kadhafi ont repris le contrôle d'installations pétrolières à Brega à nouveau repris par les rebelles dans la journée, faisant une dizaine de morts.
  - Le colonel Kadhafi a nommé deux nouveaux ministres à l'Intérieur et la Justice après le ralliement de leurs anciens titulaires à l'insurrection. Ahmad al-Qmoudi a été désigné ministre de la Justice et Massoud Abdel Hafiz remplace Abdel Fatah Younès à la tête du ministère de l'Intérieur. De même, il a aussi nommé Mohammed Oreibi al-Mahjoubi, procureur général, pour succéder à Abdel Rahmane Al-Abbar, lui aussi, rallié l'opposition.
  - L'ancien ministre de la Justice, Mustapha Mohamad Abdeljalil, va présider le « Conseil national » de 30 membres mis en place par les dissidents qui contrôlent l'est du pays. Abdel Hafiz Ghoqa en deviendra vice-président. L'opposition libyenne appelle les Nations unies à autoriser des frappes aériennes sur les mercenaires combattant pour le colonel Kadhafi qui a mis en garde contre une intervention militaire étrangère en Libye, promettant des « milliers de morts ».
  - À Benghazi, des centaines de Libyens en colère ont réalisé un vaste autodafé en brûlant des centaines d'exemplaires du « Livre vert », le manifeste politique et recueil de pensées du colonel Kadhafi, publié en 1977, et en jetant des photos du « guide de la révolution » sur les cendres encore incandescentes. Ils ont brandi des banderoles disant « non à l'extrémisme », « oui à la liberté de la presse » et « oui à une constitution ».
  - Selon le ministre italien de l'Intérieur Roberto Maroni, environ 1,5 million « d'immigrés clandestins » en Libye tentent de sortir du pays vers la Tunisie ou vers l’Égypte mais pourraient aussi se diriger vers l'Italie, « les contrôles de police sur les côtes libyennes sont désormais inexistants  ».
  - La Corée du Sud envoie trois ferries pour aller chercher en Libye des milliers d'employés étrangers de groupes de construction sud-coréens et les transférer vers la Grèce.
  - La communauté internationale envisage une intervention en Libye pour soutenir les rebelles[25].
- Jeudi 3 mars 2011[26]  :
  - Le réseau internet ne fonctionne plus.
  - Les forces fidèles au colonel Kadhafi poursuivent leur harcèlement des positions rebelles en bombardant les villes de Marsa el Brega et Ajdabiyah, tenues par les rebelles. Cependant les pro-Kadhafi ont été repoussés jusqu'au terminal pétrolier de Ras Lanouf à 130 km à l'ouest.
  - Trois fusiliers marins néerlandais ont été faits prisonniers à Syrte par des hommes armés pro-Kadhafi dimanche lors d'une opération d'évacuation de deux civils menée en hélicoptère.
  - « Quelque 800 Touareg du Niger, du Mali, d'Algérie et du Burkina Faso, ont été recrutés » à ce jour par le régime de Mouammar Kadhafi pour l'aider à combattre le soulèvement populaire auquel il fait face. « Le gros de la troupe est composé de Touareg maliens et nigériens »[27].
  - Les Chinois ont réussi à évacuer 35 860 de ses ressortissants et 2 000 autres personnes de divers pays, dont la moitié par bateau, un tiers par la frontière tunisienne et le reste (15 %) par avion. Les milliers de Chinois présents en Libye étaient employés essentiellement dans la construction de chemins de fer, le pétrole et les télécommunications[28].
  - Des centaines d’Égyptiens réfugiés à la frontière tunisienne ont pu être évacués à bord de dizaines de bus les emmenant à l'aéroport de Djerba ou au port de Zarzis. Selon la sécurité civile, quelque 86 500 personnes ont franchi la frontière tuniso-libyenne depuis le 20 février, dont 38 000 Égyptiens, et un total d'environ 20 000 réfugiés se trouvaient encore la veille au soir au poste-frontière de Ras Jédir et au camp de Choucha où environ 15 000 personnes sont accueillies par l'armée dans 1 800 tentes. Les autorités s'attendaient à un nouvel afflux de réfugiés en provenance de Libye dans les heures ou les jours à venir.
  - La Commissaire européenne Kristalina Georgieva, chargée de la coopération internationale, de l'aide humanitaire et de la réaction aux crises, annonce une aide de l'UE de 30 millions d'euros pour faire face à la crise des réfugiés fuyant les troubles en Libye.
  - Le procureur de la Cour pénale internationale Luis Moreno-Ocampo annonce l'ouverture d'une « enquête pour crimes qui auraient été commis contre l'humanité en Libye depuis le 15 février »[29].
  - Le président américain Barack Obama déclare que les États-Unis examinaient « toutes les options », y compris militaires, dans la crise libyenne.
- Vendredi 4 mars 2011[30],[31]  :
  - Affrontements :
    - La ville portuaire de Brega est à nouveau bombardée par l'aviation pro-Kadhafi. La veille les rebelles ont fait une centaine de prisonniers lors de la contre-offensive à Brega des forces régulières libyennes. Les combats ont fait 19 morts chez les rebelles et 3 chez les pro-Kadhafi. La ville contrôle la route stratégique côtière qui mène à Benghazi.
    - D'autres bombardements ont eu lieu pour la troisième journée contre les positions rebelles d'Ajdabiya dont la base militaire[32].
    - Les affrontements près du port stratégique de Ras Lanouf ( à environ 660 km à l'est de Tripoli) ont fait au moins 8 morts et une vingtaine de blessés à cause des roquettes Grad. Les rebelles ont pris la ville. Les rebelles vont y attendre 7 000 combattants supplémentaires en provenance de Benghazi.
    - La ville de Zawiyah (à une soixantaine de kilomètres à l'ouest de Tripoli), a été en partie reprise par deux bataillons de mercenaires et de forces fidèles du colonel Kadhafi. Les combats ont fait au moins 70 morts et des dizaines de blessés parmi les combattants des deux camps.
    - À Tripoli des manifestants ont affronté la police.
    - Les rebelles ont pris la ville de Ben Jawad.

  - L'explosion d'un dépôt d'armes et de munitions de la base militaire de Rajma près de Benghazi a fait au moins 27 morts et des dizaines de blessés.
  - Les rebelles refusent l'offre de médiation du président vénézuélien Hugo Chávez : « Nous avons une position très claire : c'est trop tard, beaucoup de sang a coulé ».
  - La compagnie publique de téléphone Libyana (en) a envoyé à ses clients une série de SMS appelant à s'en prendre aux étrangers présents en Libye, accusés dans le message de vouloir « semer le trouble » et « détruire » le pays[33].
  - Tensions sur la frontière tunisienne. Selon le Croissant-Rouge tunisien, plus de 172 000 personnes fuyant la Libye ont franchi la frontière tunisienne depuis le 20 février. Le HCR avertit que la frontière était contrôlée par des « forces pro-régime lourdement armées [et] plus de 20 000 attendent du côté libyen »[34].
- Samedi 5 mars 2011[35]  :
  - Réfugiés : Quelque 193 000 personnes, principalement des travailleurs immigrés, ont fui à ce jour les violences en Libye, dont 104 000 vers la Tunisie, 85 000 vers l’Égypte et 4 000 vers l'Algérie. Des milliers de réfugiés tentent toujours de rejoindre les frontières à l'est et à l'ouest, mais la prise de contrôle de points de passage à la frontière tuniso-libyenne par des forces fidèles à Mouammar Kadhafi a ralenti le flot de réfugiés. Quelque 10 000 Bangladais ont trouvé refuge en Tunisie[36].
- Dimanche 6 mars 2011 :
  - Le colonel Kadhafi s'adresse à la France et à l'ONU[37].
  - Deux avions de guerre libyens attaquent et bombardent la ville pétrolière de Ras Lanouf, sans faire ni morts ni blessés.
  - Affrontements à Ben Jawad, les rebelles, comptant au moins 15 blessés, se retirent.
  - le ministre italien de l'Intérieur Roberto Maroni, demande aux Américains de ne pas se mêler des affaires de la Libye et à laisser faire les Européens face au risque de montée du fondamentalisme islamique : « Nous devons nous assurer que la Libye ne devienne pas un nouvel Afghanistan, mais il faudrait que les Américains se calment […] Nous sommes là, l'Europe est là, et c'est mieux si nous pouvons prendre les choses en mains ».
  - Un groupe de diplomates et de militaires britanniques ont été arrêtés il y a plusieurs jours après leur arrivée par avion dans une zone de Libye contrôlée par les insurgés car ils n'avaient pas avertis de leur arrivée ni de leur mission.
- Lundi 7 mars 2011[38]  :
  - Affrontements :
    - Ben Jawad : Des combats ont fait au moins 12 morts et 59 blessés.
    - Ras Lanouf : Deuxième attaque aérienne contre les positions des insurgés  qui ont fait usage de six pièces d'artillerie anti-aérienne.
    - Misrata : Les combats dans la 3e ville du pays (à 150 km à l'est de Tripoli) ont fait 21 morts, depuis dimanche, dont une majorité de civils et 91 blessés. Les forces pro-Kadhafi ont tiré à l'arme lourde.

  - Le colonel Mouammar Kadhafi a proposé aux insurgés de réunir le Congrès général du peuple, qui fait office de parlement, pour qu'il puisse se retirer avec des garanties, mais les insurgés ont immédiatement rejeté cette hypothèse.
  - La Ligue arabe  a indiqué qu'elle pourrait soutenir la mise en place d'une zone d'exclusion aérienne en Libye, tout en restant opposée à une intervention militaire dans le pays : « Les ministres des pays arabes ont décidé de poursuivre leurs consultations sur les meilleurs moyens de protéger les citoyens libyens et d'assurer leur sécurité, y compris sur le recours à l'imposition d'une zone d'exclusion aérienne ». La France et la Grande-Bretagne tentent d'obtenir l'accord du Conseil de sécurité de l'ONU pour l'établissement d'une interdiction de l'espace aérien libyen[39].
  - Quatre avions de transport C-130 américains évacuent les Égyptiens réfugiés à la frontière tunisienne, et deux autres navires de guerre se trouvent au large des côtes libyennes avec 1 200 marines à leur bord. L'ancien gouverneur démocrate du Nouveau-Mexique Bill Richardson et  l'ancien conseiller à la sécurité nationale de George W. Bush, Stephen Hadley, se déclarent pour armer les insurgés.
  - Le secrétaire général de l'Otan Anders Fogh Rasmussen estime que les « attaques généralisées et systématiques contre les populations civiles peuvent être considérées comme des crimes contre l'humanité » et « si Kadhafi et ses militaires continuent à attaquer la population libyenne de manière systématique, je ne peux imaginer que la communauté internationale et l'ONU restent passives », mais « l'Otan n'a pas l'intention d'intervenir » sans mandat de l'ONU même si les responsables militaires de l'alliance atlantique ont reçu consigne de se préparer à toute éventualité.
- Mardi 8 mars 2011[40]  :
  - Affrontements :
    - Attaques aériennes de l'aviation du colonel Kadhafi contre Ras Lanouf, Brega et Ajdabiya, peu de blessés et peu de dégâts.
    - Misrata : Tirs à l'arme lourde par les forces pro-Kadhafi.
    - Zenten (145 km au sud-ouest de Tripoli) : Les insurgés tiennent la ville. 8 combattants pro-kadhafi ont été tués — quatre militaires libyens et quatre Africains noirs en uniforme.
    - Ghadames (650 km au sud-ouest de Tripoli), combats.
    - Zaouia, assaut des forces pro-Kadhafi avec des chars.
    - 4,200 réfugiés sont entrés en Tunisie par le poste frontière de Dehiba depuis le 20 février, dont des Égyptiens, des Bangladeshis, des Coréens et des Ghanéens

  - Le Conseil national provisoire rejette la demande d'ouverture de négociations proposée par le colonel Kadhafi : « Nous n'allons pas négocier avec lui. Il sait où se trouve l'aéroport de Tripoli et tout ce qu'il a à faire est de partir et de mettre fin au bain de sang […] Il n'a envoyé personne. Des gens se sont proposés comme intermédiaires pour arrêter le bain de sang et mettre fin à ce qu'endurent les habitants de Misrata […] Nous sommes évidemment favorables à mettre fin au bain de sang, mais il doit d'abord démissionner, puis il doit partir, et nous n'engagerons pas de poursuites pénales contre lui ».
  - Le chef de l'Organisation de la conférence islamique, Ekmeleddin Ihsanoglun, se déclare favorable à l'établissement d'une zone d'exclusion aérienne en Libye : « Nous nous joignons à ceux qui demandent l'établissement d'une zone d'exclusion aérienne et demandons au Conseil de sécurité de prendre ses responsabilités en ce sens », mais réaffirme son opposition à une intervention militaire directe.
  - Selon le site spécialisé Globalsecurity.org, les forces armées du colonel Kadhafi disposeraient d'une centaine de missiles anti-aériens SA-2, dont la conception remonte aux années 1950, et d'environ 70 SA-6, plus récents, avec « un niveau de préparation très bas » des servants. L'aviation disposerait de plus 300 avions de combat, essentiellement de vieux MiG-23 et MiG-25, mais dont plus de la moitié ne seraient pas opérationnels.
  - Les 27 pays de l'Union européenne se sont mis d'accord pour décréter de nouvelles sanctions contre la Libye, visant notamment  la banque centrale et les avoirs d'un fonds souverain, la « Libyan Investment Authority » qui gère les revenus du pétrole et détient des parts dans plusieurs grandes entreprises européennes, dont la banque italienne UniCredit, le groupe italien d'aéronautique et de défense Finmeccanica ou le groupe britannique d'édition Pearson.
- Mercredi 9 mars 2011[41] :
  - Affrontements :
    - Un raid aérien des forces pro-Kadhafi contre la raffinerie As-Sidra (5 km de Ras Lanouf) a détruit une installation de stockage de 200 000 barils de diesel.
    - Les forces pro-Kadhafi préparent leur contre-offensive contre Misrata, Zenten et Zaouïa.

  - La production de pétrole de la Libye atteint 500 000 barils de pétrole par jour, contre 1,6 million avant le début de la révolte populaire, selon la Compagnie pétrolière nationale.
  - Benghazi : Un navire italien, le « Libra  » a déchargé 25 tonnes d'aide humanitaire : médicaments, générateurs électriques, purificateurs d'eau, ainsi que du riz et de l'eau potable.
  - Selon la CNT, l'insurrection fait état d'au moins 400 morts et 2 000 blessés depuis le début du soulèvement mi-février à Derna, al-Baïda, Brega, Benghazi, Ras Lanouf et Ben Jawad, villes de l'Est aujourd'hui été contrôlées par les insurgés. Le 2 mars, la Ligue libyenne des droits de l'Homme avait estimé le bilan à 6 000 morts dont 2 000 à Benghazi. Le 25 février, le secrétaire général de l'ONU, Ban Ki-moon, avait évoqué 1 000 morts dans tout le pays.
- Jeudi 10 mars 2011[42]  :
  - Affrontements :
    - Sidra : Les forces pro-Kadhafi ont reconquis le port et l'aérodrome.
    - Ras Lanouf : Les forces pro-Kadhafi ont reconquis la ville, le port et l'usine pétrochimique de  faisant au moins 4 morts et 35 blessés.
    - Zaouia : Des combats meurtriers ont lieu depuis la veille. Les forces pro-Kadhafi assiègent la ville, avec des chars et des armes lourdes.

  - Trois journalistes de la BBC — un Palestinien, un Britannique et un Turc — ont été arrêtés au sud de la ville de Zaouïa et « ont subi des agressions répétées », ont été battus par des soldats et des policiers pro-Kadhafi. Ils ont subi un simulacre d'exécution puis ont été libérés après 21 heures de détention. Ils affirment avoir aperçu une douzaine d'autres prisonniers subissant des sévices.
  - Alors que le colonel Kadhafi et l'opposition lancent la bataille de la diplomatie[43], le ministre français des Affaires étrangères, Alain Juppé, souhaite que les Européens engagent le dialogue avec « les nouveaux responsables libyens », estimant que Mouammar Kadhafi est « discrédité » et doit partir. La France annonce reconnaître le Conseil national de transition libyen comme le seul « représentant légitime du peuple libyen » et enverra prochainement à Benghazi un ambassadeur. Le secrétaire d’État allemand aux Affaires étrangères, Werner Hoyer, s'est montré sceptique quant à une reconnaissance du CNT comme seule autorité légitime en Libye.
  - Alors que la communauté internationale se divise sur l'éventualité d'une intervention militaire en Libye et que l'idée d'une zone d'exclusion aérienne au-dessus de la Libye, permettant de protéger les populations, semble remisée, la France soutient désormais l'idée de frappes aériennes ciblées, capables de neutraliser l'aviation du colonel Mouammar Kadhafi, afin de l'empêcher de bombarder ses opposants et de regagner du terrain.
  - Le colonel disposerait de « dizaines de milliards » de dollars en liquide dans les banques de Tripoli ce qui lui permet de combattre l'insurrection en dépit du gel international des avoirs libyens. Le régime de Kadhafi a embauché 3 000 à 4 000 mercenaires en Afrique subsaharienne, qui sont payés chacun 1 000 dollars par jour[44].
  - Selon WikiLeaks, Saïf al-Islam Kadhafi qui « a des relations étroites avec des personnalités françaises importantes du monde politique et des affaires », aurait obtenu « régulièrement des droits de tirage, qu'il revend pour financer ses diverses activités », sur un gisement dans lequel le français Total détient une importante participation, ce que dément le groupe pétrolier[45].
- Vendredi 11 mars 2011[46].
  - Affrontements : L'opposition libyenne assure que les forces du colonel Kadhafi n'étaient pas assez nombreuses pour tenir les places conquises sur la ligne de front, où la situation reste par conséquent très « mouvante » et « la ligne de front change d'heure en heure ».
    - Ras Lanouf : Les combats se poursuivent autour de la ville qui a été reconquise par les troupes pro-Kadhafi.
    - Zaouia : La ville a été reprise par les forces pro-Kadhafi qui poursuivent leur avancée vers l'est.

  - Plus de 250 000 personnes ont fui la Libye pour les pays voisins depuis mi-février. 137 400 personnes ont rejoint la Tunisie, 107 500 l’Égypte, 5 400 l'Algérie et 2 200 le Niger. Les trois quarts du pays sont coupés de l'aide humanitaire alors que « les besoins médicaux sont une préoccupation majeure », et que des hôpitaux ferment.
  - Trois soldats néerlandais, équipage d'un hélicoptère de la marine, faits prisonniers lors d'une opération d'évacuation de civils qui avait mal tourné, ont été libérés après douze jours de captivité[47].
  - Alors que l'ONU apparaît divisée sur l'opportunité d'une zone d'exclusion aérienne, comme de lancer des frappes aériennes sur la Libye. L'OTAN a décidé de renforcer sa présence maritime dans la zone proche et d'évaluer l'assistance humanitaire que l'ONU pourrait requérir. L’Alliance atlantique avait déjà accru ses capacités de surveillance aérienne radar du secteur central de la Méditerranée. La France et la Grande-Bretagne sont disposées à participer à des frappes « ciblées » contre les forces du régime de Mouammar Kadhafi si ces dernières font notamment usage « d'armes chimiques » contre la population.
  - L'Union africaine a « exprimé sa profonde inquiétude à propos de la situation en Libye, situation qui constitue une grave menace pour la paix et la sécurité dans le pays et dans la région en général » mais a rejeté toute forme d'intervention militaire étrangère en Libye. Il a « décidé de mettre en place un comité ad hoc de haut niveau » composé de cinq chefs d’État ainsi que du président de la Commission de l'UA, Jean Ping, pour suivre l'évolution de la situation.
  - Les dirigeants européens réunis en sommet sont unanimes pour demander le départ du colonel Kadhafi. Le président de l'Union européenne Herman Van Rompuy a estimé que le pays était « au bord de la guerre civile » et condamné au nom des 27 pays les violences contre les civils.
- Samedi 12 mars 2011[48].
  - Affrontements :
    - Misrata : Les forces pro-Kadhafi ont lancé une la bataille pour reprendre la ville aux insurgés.
    - Ras Lanouf : Les forces pro-Kadhafi se sont retirées de la ville portuaire. La raffinerie est en feu.
    - Un cadreur de la chaîne al-Jezira a été tué et un autre blessé dans une embuscade près de Benghazi.

  - La France compte faire avancer l'idée d'une zone d'exclusion aérienne lors de la rencontre ministérielle du G8 luni à Paris.
- Dimanche 13 mars 2011 : Selon le gouvernement pro-Kadhafi, le colonel Mouammar Kadhafi est certain de la victoire et « enterrera » les insurgés qui le combattent, réaffirmant que l'insurrection en cours est liée à al Qaida et à des services secrets étrangers.
- Lundi 14 mars 2011 :
  - Sur le front Est, les forces pro-Kadhafi ont progressé vers Benghazi à coups d'artillerie lourde et de raids aériens. Les villes contrôlées par les rebelles tombent l'une après l'autre aux mains des troupes du colonel Mouammar Kadhafi, qui s'est dit déterminé à venir à bout de l'insurrection malgré les protestations et sanctions internationales.
  - Sur le front Ouest, les forces pro-Kadhafi sont aux portes de Zouara et de Zaouïa et ont attaqué ces villes.
  - La chef de la diplomatie européenne Catherine Ashton a décidé de dépêcher une mission à Benghazi, fief de la rébellion anti-Kadhafi, dans le cadre des efforts de « planification » pour répondre à la crise dans le pays. Son objectif « est de collecter de l'information et d'évaluer la situation en vue de soutenir la planification de précaution qui est en cours pour répondre à la crise libyenne ».
  - Les autorités britanniques ont gelé pour douze milliards de livres (13,9 milliards d'euros) d'actifs libyens au Royaume-Uni.
  - Mahmoud Jibril, responsable chargé des affaires internationales au CNT, a rencontré la secrétaire d’État américaine Hillary Clinton à Paris, recevant une promesse d'aide politique et économique.
- Mardi 15 mars 2011 [49]:
  - Ces derniers jours, plusieurs villes tenues par l'opposition, à l'ouest et surtout à l'est de Tripoli, sont retombées aux mains des forces pro-Kadhafi
  - Le colonel Mouammar Kadhafi affirme que les rebelles étaient en passe d'être vaincus et que le peuple libyen était à ses côtés, disant aussi se sentir « trahi » par son ancien allié, le chef du gouvernement italien Silvio Berlusconi. Au sujet du président français Nicolas Sarkozy il déclare : « C'est mon ami, mais je crois qu'il est devenu fou. Il souffre d'une maladie psychique. C'est ce que dit son entourage. Ses collaborateurs disent qu'il souffre d'une maladie psychique ». Concernant les violences il a affirmé que « ce petit événement » a fait « seulement 150 à 200 morts ».
  - Les ministres occidentaux et les russes, réunis au sein du G8, ont montré leurs divisions sur une éventuelle intervention militaire, défendue par la France, pour freiner la contre-offensive en Libye des forces pro-Kadhafi. La France reste le seul pays à avoir reconnu formellement le Conseil national de transition comme seul « représentant légitime » du peuple libyen.
- Mercredi 16 mars 2011 [50]:
  - Offensive des forces pro-Kadhafi contre les villes de Misrata (ouest, 500 000 h, 18 morts et 42 blessés) et Zenten (sud-ouest) et Ajdabiya (sud-est, 26 morts).
  - Le ministre français des Affaires étrangères Alain Juppé affirme que « plusieurs pays arabes » sont prêts à « une participation effective » à une opération militaire en Libye et estime que « seule la menace de l’emploi de la force peut arrêter Kadhafi […] à deux conditions: obtenir un mandat du Conseil de sécurité des Nations Unies, seule source de droit international en matière d’usage de la force; agir non seulement avec le soutien mais aussi la participation effective de pays arabes »[51].
  - L'ambassadeur adjoint libyen à l'ONU Ibrahim Dabbashi a déclaré qu'« environ cinq » pays arabes étaient prêts à participer à l'instauration d'une zone d'exclusion aérienne en Libye si cette mesure devait être adoptée par le Conseil.
- Jeudi 17 mars 2011 [52]:
  - Affrontements à Ajdabiya (sud-est, 30 morts). Attaque aérienne de l'aviation pro-Kadhafi contre la base aérienne de Benina (est) près de Benghazi, 2 des avions sont abattus par la DCA des forces rebelles. Le commandement des rebelles à Benghazi a appelé les insurgés à prendre « leurs postes d'artillerie et de lance-missiles » pour défendre la ville.
  - Mouammar Kadhafi retient depuis trois semaines ses ministres dans son quartier général de Bab al-Aziziya, à Tripoli, dont son « premier ministre » Baghdadi Mahmoudi et de nombreux autres ministres, surveillés par des membres des services de sécurité. Les ministres de l'Intérieur et de la Justice avaient démissionné du gouvernement et rejoint l'insurrection et le « Conseil national de transition » dès le début de la révolte. Le colonel Kadhafi menace les habitants de Benghazi mais affirme à la télévision que les habitants qui n'ont pas d'armes n'avaient rien à craindre mais que toutes les maisons seraient fouillées.
  - Le ministère pro-Kadhafi de la Défense menace de s'attaquer au « trafic aérien et maritime en Méditerranée » et annonce l'arrêt « des opérations militaires contre les bandes terroristes armées à partir de dimanche » pour donner une chance aux insurgés de remettre leurs armes et de profiter d'une « décision d'amnistie générale ».
  - L'ambassadeur adjoint libyen à l'ONU Ibrahim Dabbashi annonce que le colonel Mouammar Kadhafi prépare un « génocide » en Libye et appelle à une intervention rapide de la communauté internationale au moment où Tripoli est en passe de reprendre le contrôle du pays : « Dans les heures à venir, nous allons assister à un vrai génocide si la communauté internationale n'agit pas rapidement ».
  - Le chef de la délégation de la Ligue arabe à l'ONU, Yahya Mahmassani estime que le Qatar et les Émirats arabes unis pourraient participer à des opérations conjointes contre le régime du colonel Kadhafi en Libye dans le cadre d'un mandat des Nations unies.
  - L'écrivain Bernard-Henri Lévy a souligné l'urgence d'intervenir en Libye, prônant des « frappes ciblées sur les tanks » du leader libyen Mouammar Kadhafi, à quelques heures d'un vote au Conseil de sécurité de l'ONU sur un projet de résolution : « On peut imaginer une opération tri ou quadripartite, la France et l'Angleterre et un ou deux pays arabes […] Pour moi c'est une question d'heures […] Il y a des situations d'urgence humanitaire où si l'on n'arrive pas à avoir de mandat il faut y aller sans mandat »[53].
  - Le Conseil de sécurité de l'ONU a voté en faveur d'un recours à la force contre les troupes du colonel Mouammar Kadhafi, ouvrant la voie à des frappes aériennes en Libye. La résolution de l'ONU[54] a été adoptée avec dix voix pour sur les quinze membres du Conseil de sécurité, et cinq abstentions. La Chine et la Russie se sont abstenues mais n'ont pas utilisé leur veto pour bloquer le texte. À Benghazi, une foule en liesse s'est rassemblée pour saluer le vote[55],[56].
- Vendredi 18 mars 2011 [57]:
  - Affrontements à Benghazi, à Misrata (25 mort et 70 blessés), à Ajdabiya, à Nalout et à Zenten. Des explosions ont eu lieu dans le centre de Tripoli.
  - Le premier ministre David Cameron annonce que les forces britanniques participeront aux opérations en Libye avec des avions de combat Tornado et Eurofighter, qui doivent rejoindre « dans les heures qui viennent » leurs bases de déploiement.
  - Le colonel Mouammar Kadhafi disposerait de 76 000 militaires d'active et une réserve de 40 000 miliciens, appuyés par 2 400 pièces d'artillerie lourde, 800 chars et un millier de véhicules blindés de combat, un demi-milliers de mortiers et 420 missiles sol-air, des avions de combat (394 avions de combat, 11 avions de reconnaissance, 35 hélicoptères de combat et 90 hélicoptères de transport, 216 missiles sol-air), une petite marine de guerre (2 sous-marins de patrouille, 3 bâtiments de guerre et une quinzaine de frégates) et 10 tonnes de gaz moutarde[58].
  - Le ministre libyen des Affaires étrangères Moussa Koussa déclare que la Libye a accepté la résolution 1973 votée jeudi soir à l'ONU et a décidé un cessez-le-feu immédiat de ses opérations militaires, afin de protéger les civils. Le commandant des rebelles Khalifa Heftir estime que le cessez-le-feu annoncé est « un coup de bluff ». Mouammar Kadhafi « doit rendre ses armes et se rendre lui-même aux Libyens, ce qui serait mieux que de se rendre aux forces étrangères ».
  - Selon le HCR, quelque 300 000 personnes ont fui les violences en Libye, et 1 500 à 2 500 personnes continuent d'en faire autant chaque jour. Plus de 50 000 migrants bloqués dans des camps à la frontière en Tunisie et en Égypte ont déjà été évacués. L’OIM estime que plus d’un million de travailleurs migrants se trouvent toujours en Libye, dont beaucoup issus de l’Afrique subsaharienne[59].
  - La communauté internationale lance un ultimatum à la Libye : « La résolution 1973 adoptée par le Conseil de sécurité impose des obligations très claires qui doivent être respectées. La France, avec les États-Unis, le Royaume-Uni et des pays arabes estiment qu'un cessez-le-feu doit être mis en œuvre immédiatement, c'est-à-dire que toutes les attaques contre les civils doivent prendre fin. Kadhafi doit mettre fin à l'avancée de ses troupes sur Benghazi et les retirer d'Adjdabiyah, Misratah et Zawiyah. L'approvisionnement en eau, électricité et gaz doit être rétabli dans toutes les zones. La population libyenne doit pouvoir recevoir l'aide humanitaire. Ceci n'est pas négociable. Si Kadhafi ne se conforme pas à la résolution 1973, la communauté internationale lui en fera subir les conséquences et la mise en œuvre de la résolution sera imposée par des moyens militaires ».
  - L’Égypte fournirait des armes aux rebelles libyens malgré l'embargo sur les armes décrété le 26 février par les Nations unies. Ces livraisons d'armes concerneraient essentiellement des armes légères comme des fusils d'assaut et des munitions. Les Américains ont connaissance de ces livraisons qui ont débuté « il y a quelques jours ».
- Samedi 19 mars 2011 [60]:
  - Affrontements : Les forces loyales de Kadhafi sont entrées dans les faubourgs ouest de Benghazi, la capitale des insurgés. Des avions libyens ont bombardé les quartiers faisant 26 morts et plus de 40 blessés. Les forces loyales de Kadhafi ont pilonné les abords de Zenten sous contrôle de l'opposition. Le fondateur de la web-télé d'opposition Libya Al-Hurra, Mohammed al-Nabbous, a été tué à Benghazi, ce qui porte à deux le nombre de représentants des médias décédés en Libye[61].
  - Le gouvernement libyen a assuré respecter le cessez-le-feu et a accusé les insurgés d'attaquer des villages et des villes afin d'inciter les Occidentaux à leur venir en aide.
  - Le premier ministre David Cameron estime que le temps est venu de « passer à l'action » en Libye : « C'est Kadhafi qui l'a voulu. Il a menti à la communauté internationale, il a promis un cessez-le-feu, il a rompu le cessez-le-feu. Il continue de brutaliser son propre peuple. Il est donc temps de passer à l'action. C'est urgent […] Nous devons mettre en œuvre la volonté des Nations unies et nous ne pouvons pas permettre que le massacre des civils se poursuive ».
  - Début de l'intervention militaire de 2011 en Libye de l’OTAN. Plusieurs avions de chasse Rafale de l'armée française ont survolé « l'ensemble du territoire libyen » pour des missions de reconnaissance depuis la base aérienne de Saint-Dizier (Haute-Marne), où ils sont habituellement stationnés. Le porte-avions Charles-de-Gaulle devrait appareiller dimanche pour participer aux opérations. Une vingtaine d'avions français ont participé à une opération de guerre autour de la ville de Benghazi et ont ouvert le feu.
  - Les marines américaines et britanniques ont frappé des sites anti-aériens libyens à l'aide d'une première vague de 110 missiles de croisière Tomahawk pour faciliter la mise en œuvre de la zone d'exclusion aérienne par les forces de la coalition.
  - La Croix-Rouge indique que certains de ses membres sont à Benghazi pour soigner les civils. Le Comité international de la Croix-Rouge presse toutes les parties engagées dans le conflit en Libye d'épargner les civils et de respecter le droit humanitaire international.
- Dimanche 20 mars 2011 :
  - Des chasseurs bombardiers Tornado GR4 de la Royal Air Force ont lancé des raids aériens et ont tiré des missiles de croisière Stormshadow. Des avions de l'armée de l'air du Qatar se sont déployés à proximité de la Libye afin de participer à l'opération militaire«  Aube de l'Odyssée ».
  - La télévision libyenne a annoncé que les raids aériens menés par la coalition internationale en Libye sur Tripoli, Syrte, Benghazi, Misrata et Zouara ont fait 48 morts et 150 blessés « dans des zones civiles ». De ce fait, la Libye a décidé de ne plus coopérer avec l'Union européenne « dans sa lutte contre l'immigration clandestine » « pour que des millions de Noirs affluent vers l'Europe »
  - Benghazi : Près de 100 personnes, rebelles, civils et soldats pro-kadhafistes, ont été tuées, vendredi soir et samedi, à la suite d'une offensive à l'arme lourde des hommes de Kadhafi contre les insurgés dans l'ouest de Benghazi. Dimanche, les frappes aériennes de la coalition ont renversé en quelques heures une situation désespérée, détruisant plusieurs dizaines de chars lourds de Kadhafi alors qu'ils s'apprêtaient à lancer l'assaut final sur la ville. Refluant en pagaille, les troupes de Kadhafi sont en pleine retraite vers Ajdamiya (sud)[62].
  - Plusieurs journalistes sont portés disparus depuis le début du conflit en Libye dont certains sont détenus par les autorités de Tripoli après leur arrestation.
  - L'armée américaine a repéré et surveille un stock de 11,25 tonnes de gaz moutarde toujours aux mains du colonel Kadhafi.
  - Le porte-avions français « Charles-de-Gaulle » a appareillé du port de Toulon et mis le cap sur la Libye avec 2 000 marins et une quinzaine d'avions de chasse à son bord. Il devrait « être en mesure de conduire ses premières missions aériennes au-dessus de la Libye dès » mardi. En trois jours, les appareils militaires français ont effectué 55 sorties, soit 400 heures de vol. Ces missions étaient notamment des opérations « de défense aérienne ainsi que d'appui au sol, de ravitaillement, de contrôle aérien et de détection »[63].
  - Cinq chefs d'État — les présidents sud-africain, malien, mauritanien, congolais et ougandais —   chargés par l'Union africaine de trouver une solution à la crise libyenne exigent la fin immédiate des hostilités, après le début de l'opération militaire occidentale contre le colonel Kadhafi, champion du panafricanisme, estimant qu'une « solution africaine » devait être trouvée au conflit entre les forces kadhafistes et l'insurrection partie de l'Est libyen[64].
  - Le secrétaire général de la Ligue, Amr Moussa, a estimé que « ce qui se passe en Libye diffère de l'objectif d'imposition d'une zone d'exclusion aérienne, et ce que nous voulons est la protection des civils et non le bombardement de davantage de civils ». La Russie et la Chine expriment aussi des critiques à l'intervention occidentale[65].
  - Les ambassadeurs des 28 se sont séparés sans accord sur le plan opérationnel préparé par les chefs militaires pour le cas où l'Otan serait mise à contribution pour faire respecter la zone d'interdiction aérienne prévue par la résolution 1973 de l'ONU. La Turquie a en effet demandé à l'Otan de revoir sa copie, jugeant que les bombardements intensifs de la coalition internationale ont changé la donne et qu'il faut épargner les civils libyens[66].
- Lundi 21 mars 2011 [67]:
  - Tripoli : Un bâtiment administratif situé dans le complexe résidentiel de Mouammar Kadhafi a été totalement détruit par un tir de missile[68]. Un remorqueur italien, l'« Asso 22 », avec 8 membres d'équipage a été pris en otage au port de Tripoli avant de repartir avec à son bord des hommes armés « affirmant appartenir aux autorités portuaires et militaires libyennes »[69]. La base navale de Boussetta a été bombardée[70]. Les quatre journalistes du New York Times arrêtés ont été libérés et se trouvent à l'ambassade de Turquie[71].
  - Misrata : Les forces pro-Kadhafi ont mené une attaque contre Misrata, la troisième ville du pays, faisant au moins 40 morts et 300 blessés. 4 chasseurs F-16 belges ont effectué une mission ayant pour objectif « la protection de la population civile »[72].
  - La coalition internationale, avec à sa tête les États-Unis, la France et la Grande-Bretagne, a bombardé par missiles la ville de Sebha (750 km au sud de Tripoli), fief de la tribu de Guededfa du colonel Mouammar Kadhafi, mais aussi Zouara et Syrte[73].
  - Un influent prédicateur musulman qatari, cheikh Youssef al-Qardaoui, a affirmé que « l'intervention internationale était nécessaire », qu'elle répondait au souhait des Arabes, mais « s'est cependant déclaré opposé à un débarquement de forces internationales »[74].
  - Selon le ministre français des Affaires étrangères Alain Juppé, l'intervention de la coalition internationale en Libye est pour le moment un « succès », car « si nous n'avions rien fait, Benghazi, serait un bain de sang ». « La coordination de l'intervention se fait par les États-Unis en étroite collaboration avec la France et la Grande-Bretagne […] d'ici quelques jours l'Otan est disposée à venir en soutien »[75]. La coalition internationale semble encore chercher ses marques, sa composition exacte et les règles qui gouverneraient son action[76].
- Mardi 22 mars 2011 [77]:
  - Misrata : Les tirs des forces pro-Kahafi ont causé la mort de 17 personnes dont 5 enfants[78].
  - Yefren (sud-ouest) : Des « affrontements violents » ont eu lieu depuis 2 jours entre les rebelles qui contrôlent la région et les forces du régime libyen, faisant au moins 9 morts et de nombreux blessés. Les tribus amazighes de Jado, Zenten et Yefren se sont unies avec des tribus arabes pour constituer un seul front en vue d'affronter l'offensive de Kadhafi. Mais les forces sont disproportionnées en l'absence d'une intervention de la coalition[79].
  - Un avion de chasse américain F-15 s'est écrasé dans la nuit en Libye. Les deux membres d'équipage se sont éjectés.
  - La Banque centrale libyenne, contrôlée par Mouammar Kadhafi, recèlerait au moins 143,8 tonnes d'or, soit une des vingt-cinq premières réserves de la planète, avec les lingots conservés sur place.
  - Selon Reporters sans frontières, le photographe français Stéphane Lehr travaillant en indépendant pour l’agence Polaris Images a disparu dans la région de Benghazi (est). Deux autres journalistes de l'AFP, Dave Clark (38 ans) et Roberto Schmidt (45 ans), et le photographe Joe Raedle de l'agence Getty Images  n'ont plus donné de nouvelles depuis vendredi soir alors qu'ils se trouvaient dans la région de Tobrouk (est), ils seraient prisonniers des forces pro-Kadhafi. Quatre journalistes d’Al-Jazeera, arrêtés près de Zawiya (ouest), et six journalistes libyens sont quant à eux toujours détenus par les forces pro-Kadhafi[80],[81].
  - Selon le secrétaire général de l'OTAN Anders Fogh Rasmussen l'alliance a validé les plans dressés par ses militaires pour contribuer à la zone d'interdiction de vol dans l'espace aérien libyen, sans décider encore à ce stade de les mettre en application. La Turquie a levé ses objections à l'achèvement des travaux de planification conduits depuis des semaines par les chefs militaires de l'Otan sur le point précis de la zone d'interdiction aérienne[82].
  - Selon la présidence hongroise de l'Union européenne, les frappes aériennes menées en Libye par les pays de la coalition internationale « ont permis d'éviter le pire » sur le plan humanitaire, « si elles n'avaient pas eu lieu samedi, nous aurions des centaines de milliers de réfugiés ». Les forces du colonel Mouammar Kadhafi étaient en effet arrivées à proximité de Benghazi, la place forte de l'insurrection contre son régime dans l'est de la Libye, lorsque les frappes ont été déclenchées, stoppant leur offensive[83].
- Mercredi 23 mars 2011 [84],[85]:
  - Affrontements : Des combats ont eu lieu autour d'Ajdabiya, située à 160 km au sud de Benghazi. Des missiles Grad ont été utilisés par les forces pro-Kadhafi. Des chars ont pris position ce soir aux entrées est et ouest de la ville[86]. Des avions de chasse CF-18 canadiens ont bombardé et détruit dans la nuit un dépôt de munitions des forces pro-Kadhafi près de Misrata[87]. La coalition occidentale a mené ce soir de nouvelles attaques aériennes contre des objectifs civils et militaires à Tripoli et autour de la capitale. Des tirs de la défense anti-aérienne ont retenti.
  - Les trois journalistes — Dave Clark, Roberto Schmidt, tous deux de l'AFP, et Joe Raedle, de l'agence Getty Images — arrêtés samedi près d'Ajdabiya par les forces pro-Kadhafi ont été libérés à Tripoli[88].
  - Les insurgés de Benghazi, majoritairement des civils jeunes, sont inorganisés et mal équipés. Ils sont dans l'incapacité d'avancer, autant par le manque criant de munitions, d'armes lourdes et de véhicules que par l'absence de communication et d'organisation militaire[89].
  - Selon le ministre français des Affaires étrangères Alain Juppé, l'Otan n'exercera pas « le pilotage politique » de la coalition internationale en Libye, mais interviendra comme « outil de planification et de conduite opérationnelle  » dans la mise en œuvre d'une zone d'exclusion aérienne prévue par la résolution 1973 du Conseil de sécurité de l'ONU. Ce pilotage politique devrait être confié à un comité réunissant les ministres des Affaires étrangères des États participant à l'intervention et de la Ligue arabe[90].
- Jeudi 24 mars 2011 [91]:
  - Affrontements : La coalition internationale a mené des raids aériens intensifs sur la ville de Sebha (750 km au sud de Tripoli, fief de la tribu de Guededfa). Depuis vendredi dernier, les attaques des forces de Kadhafi, contre les rebelles, ont fait 109 martyrs et 1 300 blessés, dont 81 graves à Misrata. Raids aériens de la coalition contre des objectifs à Tripoli et sur sa banlieue est.
  - Selon le vice-amiral américain Bill Gortney (en), « plus de 350 avions » de la coalition sont impliqués dans les opérations aériennes en Libye, dont un peu plus de la moitié sont américains.
- Vendredi 25 mars 2011 [92]:
  - Affrontements : Les troupes pro-Kadhafi ont effectué un pilonnage intensif aveugle de la ville de Misrata, faisant 5 morts. Dans la soirée, la coalition a mené des raids du Zliten, sur un site militaire à Tajoura et dans la banlieue de Tripoli[93].
  - La coalition internationale continue d'accentuer la pression sur le colonel Mouammar Kadhafi, avec de nouvelles frappes aériennes en Libye. Dans le secteur Ajdabiya, des avions de combat Tornado de l'armée britannique ont tiré des missiles sur des véhicules blindés qui « menaçaient » des civils dans la ville et  un avion français a détruit avec une bombe guidée au laser une batterie d'artillerie qui tirait sur la ville. Un Rafale français a détruit un avion libyen alors qu'il venait d'atterrir sur la base aérienne de Misrata. Une attaque a eu lieu contre la base aérienne de Tajoura (30 km de Tripoli)[94]. Deux Mirage 2000 qataris, accompagnés de deux autres Mirage 2000 français, ont réalisé la première mission aérienne du Qatar dans le ciel libyen.
  - Selon le président français Nicolas Sarkozy l'intervention militaire en Libye a permis d' « éviter des milliers et des milliers de morts », tout en assurant qu'elle pourrait cesser dès que les forces pro-Kadhafi rentreraient dans leurs casernes. Il fallait « éviter les morts de la folie barbare d'un dictateur […] si la coalition n'avait pas agi — c'était une affaire d'heures, d'un très petit nombre d'heures — la population de Benghazi aurait été victime d'un massacre »[95].
  - Selon le vice-amiral américain Bill Gortney (en), le colonel Mouammar Kadhafi commence « à armer ceux qu'il appelle des volontaires pour combattre l'opposition ». Les opérations aériennes ont pris de l'ampleur au cours des dernières 24 heures, avec 153 sorties, notamment pour fournir des appuis aux populations civiles prises pour cibles par les forces libyennes.  L'armée libyenne a été considérablement affaiblie, « Kadhafi n'a quasiment plus de défense anti-aérienne et n'a plus qu'une capacité réduite de commander et de soutenir ses troupes sur le terrain […] Son aviation ne peut plus voler, ses navires restent au port, ses dépôts de munitions continuent d'être détruits, les tours de communications sont abattues, ses bunkers de commandement rendus inutilisables »[96].
  - Le général canadien Charles Bouchard a été nommé par l'OTAN à la tête des opérations de l'Alliance atlantique en Libye, concernant la mise en œuvre de la zone d'exclusion aérienne et de l'embargo sur les armes, le tout sur mandat de l'ONU. Il pourra prendre par la suite « le commandement de l'ensemble des opérations militaires »[97].
  - L'intervention en Libye critiquée sur le fond et sur la forme[98].
- Samedi 26 mars 2011 [99]:
  - Affrontements : Les forces rebelles ont repris les villes d'Ajdabiya et de Marsa El Brega. De durs combats continuent à avoir lieu à Misrata qui ont fait 115 morts pendant la semaine[100]. L'aviation du colonel Kadhafi tente toujours de mener des opérations aériennes en violation de la « zone d'exclusion aérienne » ; les avions de chasse français ont détruit « à Misrata au moins cinq avions de combat Galeb et au moins deux hélicoptères de combat MI-35 qui se préparaient à mener des opérations dans la région »[101]. De nombreux raids aériens ont eu lieu « pendant des heures et des heures, sans arrêt, sur la route reliant Ajdabiya à Syrte, longeant la côte sur environ 400 km », « de nombreux civils ont été tués y compris des familles qui fuyaient les frappes aériennes en voiture »[102].
  - Les États-Unis et leurs alliés estiment que la résolution de l'ONU est assez souple pour permettre la fourniture d'armes létales et non létales à l'opposition libyenne et entraîner les insurgés[103].
  - Les Américains estiment que l'intervention en Libye devrait coûter à l'armée américaine moins cher que redoutée initialement. 178 tomahawks ont été tirés[104].
  - Un bateau transportant 350 clandestins africains est proche de Lampedusa[105].
- Dimanche 27 mars 2011 :
  - Affrontements : Les forces rebelles ont repris le terminal pétrolier de Ras Lanouf perdu le 12 mars. L'OTAN, qui va prendre le commandement de toutes les opérations militaires en Libye, souhaite strictement limiter les frappes à la protection des civils et des zones habitées[106]. Des habitants de Syrte tentent de fuir la ville par crainte des raids aériens internationaux[107]. Ben Jawad a aussi été prise par les forces rebelles[108].
  - Les champs pétroliers situés dans les régions tenues par les insurgés produisent « environ 100 000 à 130 000 barils par jour » sur un potentiel de 300 000 et l'opposition espère être en mesure d'exporter du pétrole d'ici « moins d'une semaine »[109].
  - Le ministre britannique de la Défense Liam Fox déclare que la coalition internationale ne fournira pas d'armes aux rebelles combattant le régime de Mouammar Kadhafi, et ne prévoit pas de le faire, conformément à l'embargo sur les armes[110].
  - L'OTAN est désormais responsable de l'intégralité du commandement des opérations militaires en Libye au terme de laborieuses négociations sur la structure de commandement[111].
- Lundi 28 mars 2011 [112]:
  - Affrontements : Les rebelles défendent Misrata et tentent de s'approcher de Syrte. Les avions de la coalition ont bombardé des cibles militaires dans la région de Sabha et de Tripoli. Des Tornado GR4 de la Royal Air Force ont détruit 22 blindés et pièces d'artillerie entre Ajdabiyah et Misrata[113].
  - Le Qatar, premier pays arabe à participer à l'intervention internationale, reconnaît le Conseil national de transition.
  - L'OTAN déclare que la coalition internationale va continuer, pendant encore 48 heures, à mener sous son égide les frappes contre les forces pro-Kadhafi. L'OTAN fait seulement respecter la zone d'interdiction aérienne au-dessus de la Libye et « les attaques au sol demeurent pour le moment des opérations de la coalition ». L'OTAN contrôle aussi l'embargo naval contre le trafic d'armes et l'envoi de mercenaires à destination de la Libye[114],[115].
  - L'humoriste Dieudonné M'Bala M'Bala est en visite en Libye accompagné d'une délégation et envisage de rencontrer le colonel Kadhafi et de se rendre sur des objectifs militaires[116].
- Mardi 29 mars 2011 : 
  - Depuis 10 jours les combats ont fait 142 morts et plus de 1 400 blessés à Misrata[117].
  - La France nomme un ambassadeur auprès des rebelles à Benghazi[118].
- Mercredi 30 mars 2011 [119]:
  - Affrontements : Les forces pro-Kadhafi ont repris Marsa El Brega et Ras Lanouf[120].
  - L'OTAN annonce qu'elle assure désormais le commandement des opérations aériennes de bombardement sur la Libye[121]. La Grande-Bretagne envisage de livrer des armes aux rebelles[122].
  - Des mouvements de fonds suspects « importants » ont été détectés par des opposants libyens depuis une banque belge vers des banques en Afrique avant la mise en place du gel des avoirs libyens[123].
  - Selon le ministre français des Affaires étrangères Alain Juppé les premières défections ont lieu parmi l'entourage de Mouammar Kadhafi[124].
- Jeudi 31 mars 2011 :
  - Des ONG ont affrété depuis Malte un navire humanitaire avec 150 tonnes d'aide médicale et alimentaire pour les habitants de Misrata. Quatre autres navires transportant des rebelles et des armes sont arrivées au port en provenance de Benghazi et un navire turc a embarqué une douzaine de blessés[125].
  - Démission du ministre des Affaires étrangères Moussa Koussa[126].
  - OTAN: Le secrétaire général de l'Otan Anders Fogh Rasmussen est opposé à l'idée d'armer les rebelles[127].

### Avril 2011
- Vendredi 1er avril 2011 :
  - Affrontements : les forces pro-Kadhafi ont attaqué et bombardé Misrata[128] ainsi que le site pétrolier de Marsa El Brega[129].
  - Une polémique se développe sur le passé chargé de certaines personnalités ralliées aux rebelles et anciens fidèles du colonel Mouammar Kadhafi[130].
- Samedi 2 avril 2011 [131]: Affrontements : La coalition a mené des opérations dans les régions d'El-Khoms (base navale) et d'El-Rojban[132]. Un avion de la coalition a tiré par erreur sur un convoi, tuant 9 rebelles et 4 civils, près du site pétrolier de Marsa El Brega[133]. Les forces pro-Kadhafi ont attaqué à la roquette la ville de Ketla faisant plus de 30 morts[134].
- Dimanche 3 avril 2011 [135]:
  - Affrontements : violents combats autour du site pétrolier et de la ville de Marsa El Brega. Erreur d'une frappe de l'Otan contre un convoi, 13 morts.
  - Défections : démission du conseiller du colonel Kadhafi, Ali Tikri, doyen des diplomates et ancien « M. Afrique » du dirigeant libyen[136]. Le vice-ministre des affaires étrangères et des affaires européennes, Abdelati Laabidi, est passé en Tunisie.
  - Une nouvelle délégation de diplomates britanniques est arrivée à Benghazi.
- Lundi 4 avril 2011 : deux des fils du colonel Kadhafi, Seif et Saadi el-Kadhafi, proposent une transition vers une démocratie constitutionnelle et le retrait du pouvoir de leur père[137]. Le Conseil national de Transition rejette cette idée de transition et demande le départ de la famille Kadhafi « avant toute négociation diplomatique »[138].
- Mardi 5 avril 2011 :
  - Affrontements : l'OTAN a mené un raid sur Marsa El Brega alors que le général Abdel Fattah Younés accuse l'OTAN de « laisser mourir les habitants de Misrata » soumise aux bombardements des forces pro-Kadhafi depuis plus d'un mois[139].
  - Selon la Lloyd's les rebelles vont faire charger un premier tanker d'un million de barils dans le port de Tobrouk[140].
  - Le ministre délégué chargé des Affaires maghrébines et africaines Abdelkader Messahel dit s’inquiéter de la présence croissante d'Al-Qaida au Maghreb islamique (AQMI) en Libye et du fait qu'il pourrait « s'approprier un armement lourd et sophistiqué de nature à mettre en péril la sécurité dans cette région et bien au-delà » ce qui aurait des « conséquences sur la sécurité et la stabilité des pays du voisinage »[141].
- Mercredi 6 avril 2011 :
  - Affrontements : selon le quotidien russe Komsomolskaïa Pravda, des centaines de mercenaires biélorusses aguerris aident le régime de Mouammar Kadhafi à faire face aux frappes de l'Otan. Selon les rebelles, d'autres mercenaires africains sont présents dans les forces pro-Kahafi[142]. Quelque 200 rebelles auraient été tués dans les combats à Misrata. L'OTAN déclare que Misrata est désormais sa « priorité numéro 1 » et  « considère que des bateaux des insurgés partant de Benghazi et livrant de la nourriture à Misrata »  peuvent  « naviguer et apporter des livraisons »[143].
  - Un pétrolier a appareillé depuis un terminal de Tobrouk avec le premier chargement de pétrole en provenance d'une zone sous contrôle de la rébellion[144].
- Jeudi 7 avril 2011 [145],[146]:
  - Affrontements : Les forces pro-Kadhafi auraient bombardé des gisements de l'Est et endommagé l'oléoduc acheminant le brut vers le port de Hariga[147]. Les attaques des forces pro-Kadhafi contre Misrata ont fait 5 morts et 25 blessés[148]. Une erreur de frappe de l'OTAN contre une colonne armée fait 4 morts, 14 blessés et 6 disparus[149].
  - L'ancien ministre de l’Énergie de 2004 à 2006, Omar Fathi Ben Shatwan, a fui la ville assiégée de Misrata et se rallie à la rébellion. Il a accusé Mouammar Kadhafi et sa famille d'avoir pris d'énormes pots-de-vin de l'industrie pétrolière[150]. Reporters sans frontières déplore la disparition de quatre journalistes (un Sud-Africain, deux Américains, et un Espagnol) dans l'Est[151].
  - Le premier ministre turc Recep Tayyip Erdogan annonce l'élaboration d'un plan de paix avec des émissaires du régime libyen et des représentants de l'insurrection[152].
- Vendredi 8 avril 2011 :
  - De violents combats à Misrata ont fait quatre morts et dix blessés dans la population[153].
  - Benghazi : Une manifestation anti-Otan a réuni quelque 400 personnes.
  - Deux journalistes russes, fait prisonniers par les rebelles sur une base militaire près d'Ajdabiya, ont été libérés[154].
- Samedi 9 avril 2011 :
  - Affrontements dans les secteurs d'Ajdabiya, de Brega et de Misrata faisant 23 morts et de nombreux blessés[155].
  - Un navire de la CICR est arrivé dans le port de Misrata apportant des fournitures médicales[156].
  - Le secrétaire général de l'Otan Anders Fogh Rasmussen estime qu'il n'y a « pas de solution militaire » sans envoi de troupes au sol et qu'il fallait une solution politique du peuple libyen dans le cadre de « la mise en œuvre de la résolution 1973 »[157].
- Dimanche 10 avril 2011 :
  - Affrontements : La rébellion annonce avoir tué 3 mercenaires algériens et en avoir blessé 15 autres à Ajdabiya. L'Otan annonce avoir détruit 25 chars[158]. 23 morts et de nombreux blessés dans les secteurs d'Ajdabiya et de Misrata. 2 hélicoptères de la rébellion ont été abattus[159],[160].
  - Une délégation de l'Union africaine a rencontré Mouammar Kadhafi [161] qui accepte la feuille de routé proposée[162].
- Lundi 11 avril 2011 :
  - Les forces rebelles se sont emparées de la ville d'Ajdabiya après de violents combats où au moins 35 combattants pro-Kadhafi ont été tués, peut-être 2 ou 3 fois plus calcinés dans les véhicules[163].
  - Moustapha Abdeljalil, chef de la rébellion, rejette tout cessez-le-feu proposé par l'Union africaine ne prévoyant pas « le départ de Mouammar Kadhafi et de ses fils »[164],[165].
- Mardi 12 avril 2011 :
  - Selon le Conseil national de Transition, les forces pro-Kadhafi auraient tué quelque 10 000 personnes, fait 20 000 disparus et 30 000 blessés lors des combats[166].
  - L'Organisation internationale pour les migrations annonce l'envoi d'un bateau de 1 000 places pour évacuer au moins 8 000 migrants réfugiés depuis 2 mois dans le port de Misrata et y apporter de l'aide humanitaire[167].
  - Le ministre français de la Défense, Gérard Longuet, déplore que « la France et la Grande-Bretagne supportent l'essentiel » de l'effort de la coalition internationale pour faire appliquer la résolution 1973 de l'ONU  en Libye, « même si les États-Unis continuent d'apporter un soutien d'environnement aérien indispensable, mais qui n'est plus aujourd'hui un  soutien de l'attaque au sol, sans laquelle il n'y a pas la possibilité de  desserrer l'étau qui pèse sur des villes assiégées comme Misrata ou Zintan »[168].
- Jeudi 14 avril 2011 [169]:
  - Le bateau affrété par l'Organisation internationale des migrations a accosté à Misrata afin d'évacuer les quelque 6.500 travailleurs étrangers. 13 d'entre eux ont été tués dans la journée par les forces pro-Kadhafi et 50 autres blessés[170].
  - Le Qatar a fourni des missiles antichars français (Milan) aux forces rebelles[171]. 13 morts et 50 blessés dans les combats à Misrata.
  - Les puissances émergentes (Brésil, Chine, Inde, Russie et Afrique du Sud) condamnent fermement les frappes aériennes en Libye et s'inquiètent de leurs conséquences sur la population[172].
- Vendredi 15 avril 2011 [173] : Ayman al-Zawahiri, no 2 d'al-Qaida, appelle les musulmans à se lever contre le régime de Mouammar Kadhafi mais aussi contre les forces de l'Otan en Libye[174].
- Samedi 16 avril 2011 :
  - Importants combats à l'ouest d'Ajdabiya, les insurgés avancent vers le site pétrolier de Brega appuyés par les raids de l'aviation de l'Otan[175]. Les combats ont fait au moins 6 morts et 27 blessés[176], la rébellion accuse l'armée libyenne d'utiliser des bombes à sous-munitions.
  - Après quelque 800 missions de bombardements depuis fin mars menées par la coalition, l'Otan se trouve à court de munitions, principalement des bombes à guidage laser[177].
- Dimanche 17 avril 2011 : de violents combats à Misrata ont fait au moins 16 morts et 71 blessés. Dans le secteur du port, une dizaine de milliers de migrants attendent leur évacuation; deux bateaux affrétés par l'OIM font faire la navette vers Benghazi[178].
- Lundi 18 avril 2011 :
  - Quelque mille personnes ont été tuées en six semaines à Misrata assiégée par les forces pro-Kadhafi. Quelque 5 000 travailleurs étrangers pauvres ont déjà été évacués par l'Organisation internationale pour les migrations mais 5 000 autres sont toujours bloqués sur les quais en attente de leur transfert vers Benghazi [179].
  - 100 personnes ont été tuées dans la région montagneuse d'Al-Jabal Al-Gharbi (ouest de Tripoli) à la suite du pilonnage intensif fait par les forces pro-Kadhafi avec des roquettes Grad, poussant quelque 3 000 habitants à fuir vers la Tunisie. D'autres combats ont eu lieu près de Nalout (nord-ouest). Les rebelles encerclent des forces pro-Kadhafi dans la ville de Ghazaya (en)[180].
  - Deux obus de mortier des forces pro-Kadhafi qui poursuivaient des rebelles anti-Kadhafi sont tombés sur le territoire tunisien  dans la zone de Dehiba de l'autre côté de la frontière[181],[182].
- Mardi 19 avril 2011 :
  - Le chef du Conseil national de transition, Moustapha Abdeljalil, est arrivé à Rome où il rencontrera les principaux dirigeants italiens, dont le président de la République Giorgio Napolitano, le chef du gouvernement Silvio Berlusconi et le ministre des Affaires étrangères Franco Frattini. L'Italie est le troisième pays à avoir reconnu début avril le CNT comme « seul interlocuteur légitime » en Libye. Il doit aussi rencontrer la communauté catholique de Sant'Egidio, spécialiste des médiations. L'aide militaire que pourrait apporter l'Italie devrait se limiter à du « matériel d'autodéfense », des « moyens de communications », des « véhicules », et des « informations des services de renseignements »[183]. Selon le ministre italien des Affaires étrangères Franco Frattini, le conflit a déjà fait quelque 10 000 morts et 55 000 blessés. 25 blessés graves ont été hospitalisés la semaine dernière en Lombardie amenés par l'armée de l'air italienne[184].
  - L'Algérie nie avoir fourni plusieurs centaines de véhicules armés et transportant des munitions aux forces pro-Kadhafi. Les rebelles libyens ont accusé à plusieurs reprises Alger de soutenir Kadhafi[185].
  - L'Otan accuse les forces pro-Kadhafi d'utiliser des civils comme boucliers humains pour protéger leurs chars et pousser les frappes aériennes à des erreurs et à des « dommages collatéraux »[186].
  - Les rebelles demandent formellement l'intervention au sol de troupes de l'Otan  pour assurer leur protection à Misrata[187].
- Mercredi 20 avril 2011 :
  - Le ministre français François Baroin révèle la présence de quelques officiers de liaison français  auprès du Conseil national de Transition libyen, mais a exclu l'envoi de troupes de combat au sol en Libye[188],[189]. Dix instructeurs italiens et une vingtaine de conseillers militaires britanniques vont arriver à Benghazi[190].
  - Deux photographes de guerre et deux autres ont été blessés à Misrata victimes d'un tir de mortier[191].
  - La secrétaire d'État américaine Hillary Clinton annonce une aide de 25 millions de dollars  en biens et services en faveur des rebelles libyens[192].
- Jeudi 21 avril 2011 :
  - Les raids de l'Otan sur la région de Khellat Al-Ferjan ont causé la mort de 7 personnes et ont fait 18 blessés. D'autres raids sur la région de Bir Al-Ghanam (en) ont fait 4 morts civils[193]. Le secrétaire américain à la défense Robert Gates annonce l'envoi de drones armés capables d'intervenir sur la zone urbaine de Misrata[194].
  - Les forces rebelles se sont emparés du poste de Wazzan, entre Nalout et la ville tunisienne de Dehiba, poussant quelque 150 soldats pro-Kadhafi à se réfugier en Tunisie[195].
  - Un avion militaire qatarien a transféré 49 blessés vers une clinique d'Athènes[196].
- Vendredi 22 avril 2011 [197]:
  - Le sénateur américain John McCain est en visite à Benghazi au siège du Conseil national de Transition, l'organe politique de la rébellion. Il défend au Congrès américain une intervention militaire américaine aux côtés de la coalition internationale, assurant que l'Otan manque de la force de frappe nécessaire[198].
  - En deux semaines, 15 000 Libyens se sont réfugiés à Dehiba (sud de la Tunisie), 3 000 autres arrivent chaque jour fuyant les combats. Plus de 100 personnes ont été tuées à Nalout et à Yefren. Le Haut Commissariat de l'ONU aux réfugiés craint un exode massif des populations des montagnes de l'ouest de la Libye[199].
  - Le ministre algérien des Affaires étrangères dément les accusations du Conseil national de Transition reprochant à l'Algérie de soutenir le colonel Mouammar Kadhafi et de lui envoyer des mercenaires[200].
  - Libération d'un remorqueur de haute mer italien retenu dans le port de Tripoli depuis plus d'un mois avec 11 membres d'équipage[201].
  - Dans la soirée, le régime libyen annonce un retrait des forces pro-Kadhafi de Misrata pour permettre aux tribus de négocier et « de trouver une solution pacifique », cependant les combats vont reprendre dans la nuit.
- Samedi 23 avril 2011 :
  - Affrontements : L'Otan a bombardé et éventré un bunker en béton renforcé dans les environs du centre de commandement de Mouammar Kadhafi dans le quartier de Bab al Azizia à Tripoli. Selon l'amiral Mike Mullen, chef d'état-major de l'armée américaine, le conflit se dirigerait vers une impasse[202]. De violents combats ont eu lieu à Misrata faisant au moins 25 morts et une centaine de blessés, malgré le retrait annoncé la veille par le régime libyen[203]. Premiers tirs des drones américains.
- Dimanche 24 avril 2011 :
  - Affrontements : Les combats se poursuivent à Misrata[204],  faisant 28 morts depuis la veille et au moins 100 blessés dont 90 ont été évacués vers le port tunisien de Sousse par un navire qatari avec 38 autres blessés[205].
  - Le Koweït accorde une aide financière de 180 millions de dollars au Conseil national de Transition[206].
  - Le ministre italien des Affaires étrangères Franco Frattini annonce la prochaine inauguration d'un consulat à Benghazi[207].
- Lundi 25 avril 2011 : Des avions de l'Otan ont pris pour cible et ont détruit le bureau de Mouammar Kadhafi, situé dans son immense résidence à Tripoli. À Misrata, les forces rebelles ont chassé les forces pro-Kadhafi ce qui a déplacé les combats dans les faubourgs de la ville.
- Mercredi 27 avril 2011 :
  - À la suite de l'attaque de la veille, les forces pro-Kadhafi ont été repoussées à 40 km à l'est du port de Misrata grâce à l'intervention des forces aériennes de l'Otan. Les combats ont fait 3 morts et au moins 20 blessés parmi les 1 300 réfugiés restants. Les rebelles ont récupéré de nombreuses armes[208].
  - Des combats se sont déroulés autour de la ville de Nalout[209].
  - L'écrivain français Bernard-Henri Lévy publie à Paris, une déclaration dans laquelle les chefs et représentants de 61 tribus libyennes affirment leur volonté de construire « une Libye unie, démocratique et unie », « une fois le dictateur parti »[210].
  - L'Otan va installer un représentant à Benghazi auprès du Conseil national de Transition[211].
- Jeudi 28 avril 2011 :
  - Affrontements : Les avions de l'Otan ont bombardé cinq cibles à Tripoli[212]. Dans la soirée, les avions de l'Otan ont à nouveau bombardé cinq cibles[213]. Une erreur de frappe aérienne de l'OTAN a provoqué la mort de douze rebelles sur le port de Misrata alors que les forces pro-Kadhafi ont déclenché de violents bombardements. Les forces pro-Kadhafi ont aussi reculé à Zenten[214]. Combats pour le poste frontière de Dehiba, 8 rebelles tués[215].
  - Selon le procureur Tarik Alwach, au moins 500 personnes, dont beaucoup de jeunes enfants et des femmes, ont été enlevées à Misrata par les forces pro-Kadhafi lorsqu'elles occupaient la ville et sont toujours portées disparues[216].
- Vendredi 29 avril 2011 :
  - Affrontements : L'Otan accuse les forces pro-Kadhafi de miner le port de Misrata, aux mains des insurgés, afin d'empêcher l'envoi d'une aide humanitaire à la population assiégée[217].
  - Des combats ont opposé l'armée tunisienne aux forces pro-Kadhafi qui étaient à la poursuite de réfugiés dans le centre de la ville frontalière de Dehiba. Une Tunisienne a été tuée[218].
  - Conseil de sécurité de l'ONU : selon l'ambassadeur de la Russie, Vitali Tchourkine, la France, la Grande-Bretagne, les États-Unis et leurs alliés, excèdent le mandat défini par les résolutions 1970 et 1973 du Conseil de sécurité, déplorant « l'escalade de la violence dans le conflit militaire qui fait de plus en plus de victimes civiles ». Selon l'ambassadrice des États-Unis, Susan Rice, les forces du colonel Mouammar Kadhafi sont « approvisionnées en viagra pour que les soldats puissent commettre des viols »[219].
  - Le général Abdelfattah Younès, chef militaire de la rébellion et ancien no 2 du colonel Kadhafi, est à Bruxelles pour rencontrer des responsables de l'Otan et de l'UE afin de demander des armes lourdes, missiles, hélicoptères et navires. Selon lui, le président Kadhafi n'acceptera ni la reddition ni l'exil, « le plus probable, c'est qu'il soit tué ou qu'il se suicide », et les opérations de bombardement n'ont détruit au mieux qu'un tiers des capacités militaires de l'armée libyenne qui détient toujours des stocks de gaz moutarde[220].
- Samedi 30 avril 2011 :
  - Affrontements : Les forces pro-Kadhafi ont pris d'assaut la localité de l'oasis de Jalo (300 km au sud de Benghazi) tuant 6 civils avant d'avancer vers Ajdabiya. Les avions de l'Otan ont survolé pendant plusieurs heures Tripoli et ont tiré deux fois. Le plus jeune des fils de Mouammar Kadhafi, Seif el-Arab Kadhafi (29 ans), a péri, ainsi que trois de ses enfants et son épouse[221],[222].
  - Le Conseil national de Transition rejette l'appel à négociations de Mouammar Kadhafi estimant qu'il n'avait aucun rôle à jouer dans l'avenir de la Libye : « Le temps des compromis est passé […] le peuple de Libye ne peut envisager ou accepter une Libye dans laquelle le régime de Kadhafi joue un rôle ». De son côté, l'Otan a aussi rejeté l'offre de cessez-le-feu : « l'Otan poursuivra ses opérations tant que toutes les attaques et toutes les menaces contre des civils n'auront pas cessé, tant que les forces de Kadhafi n'auront pas réintégré leurs bases et tant qu'un accès humanitaire total, sûr et sans entrave aux populations nécessitant une assistance n'aura pas été établi »[223].

### Mai 2011
- Dimanche 1er mai 2011 :
  - Affrontements : Plusieurs missions diplomatiques auraient été détruites à Tripoli en représailles de la mort du fils de Mouammar Kadhafi[224],[225]. À Misrata les violents bombardements des forces pro-Kadhafi ont mis le feu au port alors que quelque 900 réfugiés étaient encore en attente d'évacuation[226] À la frontière avec la Tunisie, des combats ont eu lieu en Libye près de Wazin et dans la montagne (Djebel Nafoussa) entre les forces pro-Kadhafi et les rebelles[227]. La Tunisie dénonce une « dangereuse escalade militaire » et met en garde contre une « violation de l'intégrité territoriale tunisienne »[228].
  - Depuis vendredi plus de 3 000 réfugiés africains fuyant la Libye sur plusieurs embarcations sont arrivés à Lampedusa sur les côtes italiennes. Le ministre de l'Intérieur Roberto Maroni dit craindre un exode massif depuis les côtes libyennes de l'ordre de 50 000 personnes[229].
- Lundi 2 mai 2011 :
  - Affrontements : 6 personnes ont été tuées et plusieurs dizaines d'autres ont été blessées lors des combats de la nuit[230]. Les avions de l'Otan ont détruit une dizaine de chars près de Zentane[231]. Près de la frontière avec la Tunisie, les combats se poursuivent dans la montagne avec les rebelles du djebel Nafoussa.
  - La Grande-Bretagne a expulsé l'ambassadeur de Libye en réaction à l'attaque contre les locaux britanniques à Tripoli. Les douze représentants spéciaux de l'ONU en mission à Tripoli depuis 1 mois sont repartis[232].
- Mardi 3 mai 2011 :
  - Affrontements : La situation est dramatique dans la ville de Yafran (au sud de Tripoli) assiégée dans les forces pro-Kadhafi. Des milliers d'habitants sont en danger de mort. Les forces rebelles ont pris le contrôle du poste-frontière de Wazin-Dehiba ce qui permet de faire passer du réapprovisionnement[233].
  - Selon le procureur Luis Moreno-Ocampo, les enquêteurs de la Cour pénale internationale affirment avoir la preuve que les forces pro-Kadhafi ont commis en Libye des crimes contre l'humanité, des persécutions, des arrestations massives, des actes de tortures, des disparitions et des viols. Le procureur soupçonne aussi les rebelles de violences envers des ressortissants d'Afrique Noire souvent accusés d'être des mercenaires[234].
- Mercredi 4 mai 2011 :
  - Au moins 5 morts dans le bombardement du port de Misrata par les forces pro-Kadhafi[235]. Quelque 41 600 personnes ont fui les combats par les postes frontières de Wazin-Behiba et de Ras Jedir, ces quatre dernières semaines[236].
  - Un bateau, affrété par l'Organisation internationale pour les migrations, a réussi après 4 jours d'attente à pénétrer dans le port assiégé de Misrata et à livrer quelque 180 tonnes d'aide humanitaire. Il est reparti pour Benghazi avec un millier de travailleurs et blessés étrangers et libyens, dont une quarantaine de blessés graves. Des roquettes tirées par les forces pro-Kadhafi ont tué 5 Nigérians d'une même famille[237].
- Jeudi 5 mai 2011 :
  - Deuxième réunion du groupe de contact pour la Libye à Rome à laquelle ont participé 22 pays et 6 organisations (Union européenne, Otan, Organisation de la conférence islamique, Union africaine et Banque mondiale). Le groupe de contact sur la Libye annonce qu'environ 250 millions de dollars ont « déjà » été recueillis pour financer l'aide humanitaire[238]. D'autre part il a été décidé de la création, sous supervision internationale, d'un « fonds spécial pour aider les rebelles libyens » alimenté par les fonds gelés du colonel Kadhafi et de ses proches, estimés à 60 milliards de dollars dans le monde, dont plus de la moitié aux États-Unis[239].
  - Affrontements : Les forces pro-Kadhafi ont tiré une centaine de roquettes sur la ville de Zenten depuis des positions dans la zone montagneuse des alentours.
- Vendredi 6 mai 2011 : La Grande-Bretagne et la France expulsent les diplomates nommés par le régime de Mouammar Kadhafi, ces deux pays ayant reconnu le Conseil national de Transition de la rébellion[240]. Des combats ont fait de nombreuses victimes à Misrata et dans sa banlieue.
- Samedi 7 mai 2011 :
  - La Conférence nationale des tribus libyennes réunies à Tripoli, appelle à une amnistie générale pour mettre fin à la guerre civile, alors que les combats entre rebelles et forces gouvernementales marquent le pas[241].
  - Affrontements : Des petits avions des forces pro-Kadhafi ont bombardé dans la nuit à Misrata quatre réservoirs de pétrole ce qui a déclenché un immense incendie. Les avions de l'Otan n'ont pas réagi[242]. Des combats ont eu lieu dans le secteur montagneux de la ville de Zenten bombardée ces derniers jours par les forces pro-Kadhafi. Les avions de l'Otan ont détruit 9 dépôts de munitions, 7 véhicules militaires et deux lance-roquettes[243]. Ces combats ont fait au moins 9 morts et une cinquantaine de blessés parmi les forces rebelles du CNT.
  - L'Italie annonce la fourniture prochaine de « matériel d'auto-défense » au Conseil national de Transition dans le cadre de la résolution 1973 du Conseil de sécurité de l'ONU. Les insurgés disposeraient seulement de quelque 3 000 combattants engagés à travers le pays[244].
- Dimanche 8 mai 2011 :
  - Affrontements : Violents combats à Misrata. Des dépôts de carburant sont en flammes.
  - 25 villes tenues par les forces pro-Kadahfi se rallient au Conseil national de Transition lors d'une « conférence des assemblées régionales » à Abou Dabi. Selon le secrétaire général de l'OTAN Anders Fogh Rasmussen : « La partie est terminée pour Kadhafi. Il devrait réaliser rapidement et non plus tard qu'il n'y a pas d'avenir pour lui ou pour son régime […] Son temps est compté. Il est de plus en plus isolé »[245].
- Mardi 10 mai 2011 : Des armes lourdes des forces pro-Kadhafi ont été détruites par des tirs de la frégate française « Courbet », déployée au large de Misrata[246].
- Mercredi 11 mai 2011, Affrontements : Les forces rebelles ont pris le contrôle de l'aéroport Misrata entièrement détruit après de violents combats[247]. 9 soldats de pro-Kadhafi ont été faits prisonniers. Les rebelles continuent de progresser sur la route côtière vers la localité de Dafnia en direction de Tripoli gagnée par la contestation selon le CNT. L'Otan a tiré une dizaine de missiles sur l'agglomération de Tripoli[248]. Les combats dans le village de Rya Ina, près de Zenten, ont fait 2 morts et une quinzaine de blessés parmi les forces rebelles[249].
- Jeudi 12 mai 2011 :
  - Le Conseil national de Transition annonce la nomination de nouveaux « ministres » à l'Intérieur (Ahmed Al-Darrate, un ancien procureur), à la Défense (Jalal Al-Dgheli), aux Affaires étrangères (Ali Al-Issawi (en), un ancien ambassadeur), aux Affaires sociales, aux Transports, à la Culture, à la Société civile et à l'Environnement. La CNT est désormais composé de 15 ministres, d'un premier ministre (Moustapha Abdeljalil,  d'un président et d'un vice-président Abdelhafez Ghoqa[250]. Le président du CNT Moustapha Abdeljalil estime justifié que Mouammar Kadhafi soit « une cible légitime » pour les frappes aériennes de l'Otan, car il est le commandant en chef des forces armées et c'est lui qui encourage tout le monde à combattre.
  - Affrontements : Les frappes aériennes de l'Otan ont bombardé le complexe résidentiel de Mouammar Kadhafi faisant 3 morts dont 2 journalistes et 27 blessés[251].
  - Selon le quotidien The Guardian, le régime pro-kadhafi pousserait des milliers de migrants sub-sahariens à s’embarquer sur des navires de fortune voguant vers l’Europe dans le but de faire pression sur les pays de l’Otan et de l’Union européenne qui soutiennent les frappes sur son territoire[252].
- Vendredi 13 mai 2011 :
  - Affrontements : Frappes aériennes de l'OTAN sur les secteurs de Tripoli, de Syrte, de Brega et de Misrata. Des embarcations rapides pro-Kadhafistes ont attaqué des navires de guerre des forces de l'Otan au large du port de Misrata. Les forces rebelles progressent vers Zliten, Ajdabiya et le site pétrolier de Brega[253]. Les frappes de l'Otan à Brega ont fait 16 morts civils dont 11 imams[254].
  - Cinq Français accusés de menés des « activités illicites  qui mettaient en danger la sécurité de la Libye libre » ont été arrêtés à Benghazi; parmi eux le patron de la société privée de sécurité Secopex a été tué[255].
- Samedi 14 mai 2011 : Affrontements : Dans la nuit, au moins dix frappes de l'Otan ont eu lieu dans la banlieue de Tripoli[256]. Dans la soirée, l'Otan a mené des raids sur les régions de Bir al-Ghanam (en), Njila et Al-Azizya, autour de Tripoli[257].
- Lundi 16 mai 2011 : Les frappes de L'OTAN visent à nouveau les infrastructures du régime Kadhafi comme le siège des services de sécurité intérieure et celui du ministère d'inspection et de contrôle populaire[258].
- Mardi 17 mai 2011 :
  - Début de la campagne psychologique de l'Otan visant à convaincre les soldats des forces pro-Kadhafi de déposer les armes et à « retourner dans leurs casernes et maisons »[259].
  - Affrontements : Huit rebelles tués et 15 autres blessés lors des combats et des tirs d'obus près du poste-frontalier de Wazan-Dehiba. L'aviation, l'armée et la garde nationale tunisienne sont prêtes à défendre le territoire tunisien. 750 000 personnes ont fui la Libye depuis 3 mois[260]. Sept personnes ont été tuées dans des accrochages dans le secteur de Misrata[261].
- Mercredi 18 mai 2011 :
  - Le Conseil national de Transition demande à représenter la Libye à la prochaine réunion de l'OPEP[262], alors que le président de la compagnie nationale pétrolière libyenne et ancien premier ministre, Chokri Ghanem (68 ans) a abandonné le régime Kadhafi et s'est réfugié en Tunisie[263].
  - Le coordinateur de l'aide humanitaire de l'ONU en Libye Panos Moumtzis estime que quelque 2,1 millions de personnes ont besoin d'une aide humanitaire à cause du conflit et demande 408 millions de dollars pour alimenter le fonds d'aide à la Libye jusqu'à septembre[264].
  - Les quatre journalistes détenus depuis le 4 avril ont été libérés[265].
- Jeudi 19 mai 2011 : Les forces de l'OTAN ont intercepté un pétrolier dont la cargaison de carburant devait ravitailler les forces pro-Kahafi.
- Vendredi 20 mai 2011 :
  - Dans la nuit, l'aviation de l'OTAN a coulé 8 navires de guerre des forces pro-Kadhafi dans les ports de Tripoli, Al Khums et Syrte. Selon l'OTAN, ces bateaux en posant des mines marines mettaient en danger les bateaux de l'OTAN et perturbaient l'acheminement de l'aide humanitaire[266].
  - Selon sa famille, le photographe sud-africain Anton Hammerl (en), porté disparu le 4 avril, aurait été tué il y a six semaines par les forces pro-Kadhafi[267].

### Septembre 2011
- 27 septembre 2011 :
  - Moscou dénonce la violation des résolutions de l'ONU pour la Libye. La Russie fait état de livraisons d'armes au profit des rebelles contre l'embargo décrété par l'ONU. Il est évoqué la présence des forces spéciales étrangères actives dans les combats  en cours[268].

### Octobre 2011
- samedi 1er octobre 2011 :
  - Human Rights Watch (HRW) a lancé une alerte après avoir visité 20 prisons et interrogé 53 prisonniers. Elle a sommé le CNT de faire cesser les violences, les arrestations arbitraires et les mauvais traitements que subissent les prisonniers[269].